# Lionel Andrés Messi
|  | «Messi» redirigeix aquí. Vegeu-ne altres significats a «Messi (desambiguació)». |

  Lionel Andrés Messi  (castellà: Lionel Messi) (pronunciació en castellà: /ljoˈnel anˈdɾes ˈmesi/) (Rosario, 24 de juny de 1987), també conegut com a Leo Messi, és un futbolista argentí que juga com a davanter i és capità de l'Inter de Miami, a la Major League Soccer, i de la selecció nacional d'Argentina. Jugador històric del Futbol Club Barcelona, al qual va jugar durant vint anys, fins a la seva marxa el 2021 va guanyar 35 trofeus, inclosos 10 Lligues, 7 Copes del Rei i 4 Lligues de Campions de la UEFA.
Considerat un dels millors jugadors de tots els temps, Messi ha guanyat el rècord de vuit Pilotes d'Or i el rècord de sis Botes d'Or europees. Messi, prolífic golejador i creador de joc, ostenta els rècords de més gols a la Lliga (474), més gols en una temporada de Lliga i de Lliga Europa (50), més hat-tricks a la Lliga (36) i a la Lliga de Campions de la UEFA (8), i més assistències a la Lliga (192), en una temporada de Lliga (21) i a la Copa Amèrica (17). També té el rècord de gols internacionals d'un futbolista sud-americà (96). Messi ha marcat més de 800 gols amb el club i amb la selecció absoluta, i és el jugador que més gols ha marcat amb un sol club (672). El 2024, a més, es va convertir en el jugador amb més títols professionals de la història, entre equips i selecció, amb un total de 45.
El seu estil de joc com a regatejador esquerre de baixa estatura va suscitar comparacions amb el seu compatriota Diego Armando Maradona, que va descriure Messi com el seu successor.
Va començar a jugar al futbol de molt petit i el seu potencial va ser identificat ràpidament pel Futbol Club Barcelona. Va deixar Rosario —mentre militava al CA Newell's Old Boys— i es va traslladar a Europa juntament amb la seva família, on el FC Barcelona li va oferir de pagar les despeses de la seva malaltia hormonal (900 USD mensuals). Va debutar amb el primer equip en un partit oficial la temporada 2004-05 i va començar a destacar-hi la temporada següent.

## Biografia

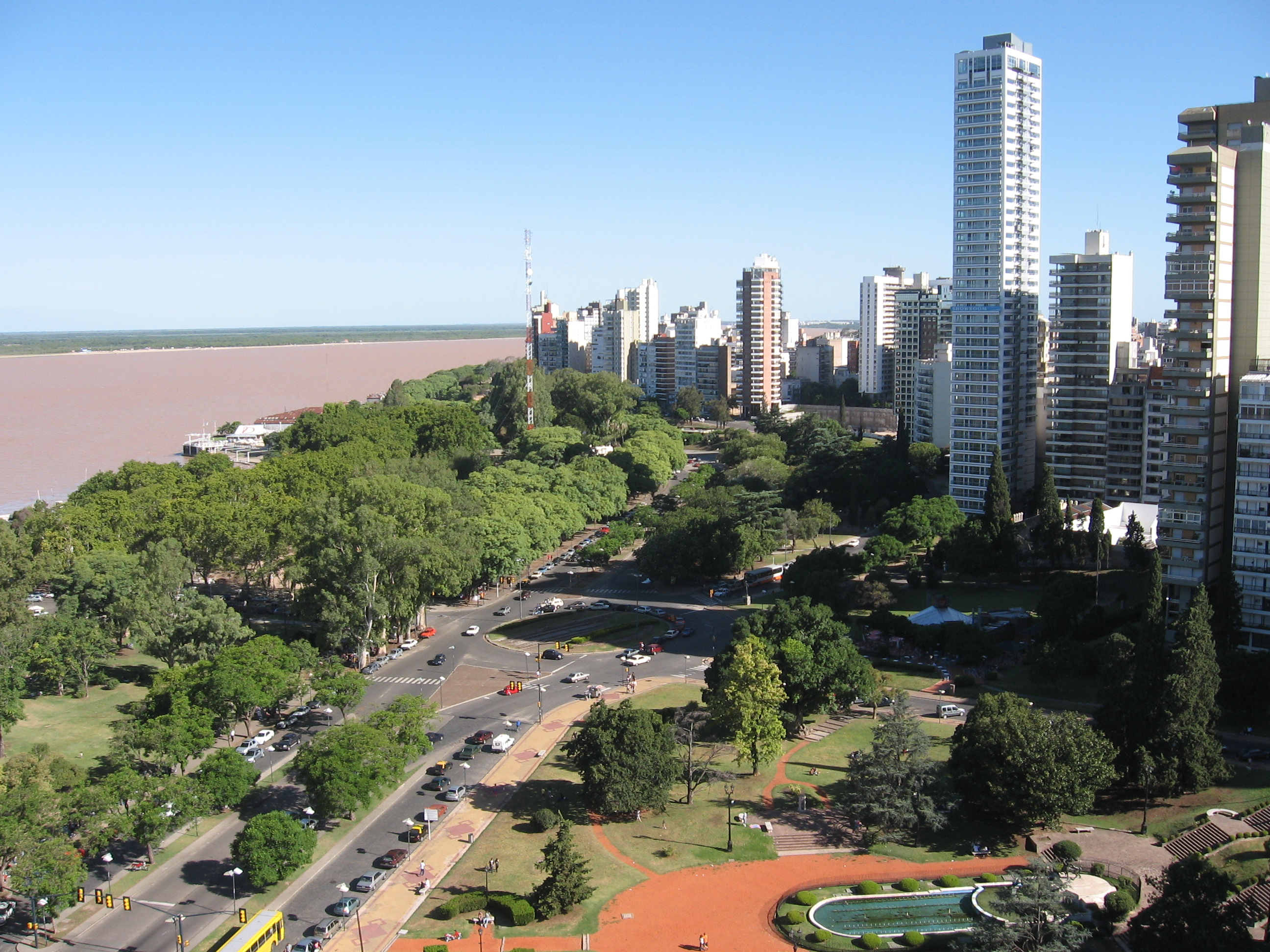
Rosario, ciutat de naixement de Messi.

Messi va néixer el 24 de juny de 1987 a Rosario, Santa Fe, el tercer dels quatre fills de Jorge Messi, gerent d'una fàbrica d'acer, i la seva dona Cèlia Cuccittini, que treballava en un taller de fabricació d'imants. Per part del seu pare, és descendent d'italians i catalans, besnet d'immigrants de la regió de les Marques de l'Adriàtic Nord d'Itàlia i de Catalunya, i per part de la mare, té principalment ascendència italiana. Va créixer en el si d'una família molt unida i amant del futbol, de manera que "Leo" va desenvolupar la seva passió per aquest esport des de molt jove, jugant constantment amb els seus germans grans, Rodrigo i Matías, i amb els seus cosins, Maximiliano i Emanuel Biancucchi, tots dos convertits en futbolistes professionals. Als quatre anys es va incorporar al club local Grandoli, on va ser entrenat pel seu pare, encara que la seva primera influència com a jugador va ser la de la seva àvia materna, Celia, que l'acompanyava als entrenaments i als partits. Li va afectar molt la seva mort, poc abans de complir els 11 anys; des de llavors, com a devot catòlic, celebra els seus gols mirant cap amunt i assenyalant al cel en homenatge a la seva àvia.
Amb cinc anys acabats de fer, Messi va començar a jugar a futbol amb el Grandoli, l'equip del seu barri, però el 1995 va canviar d'equip i passà al Newell's Old Boys, club important de la ciutat de Rosario.
Quan tenia 11 anys, li van diagnosticar una deficiència de l'hormona del creixement. El River Plate va mostrar interès en el progrés de Messi, però no considerà que pogués pagar el tractament de la malaltia, que costava 1500 dòlars al mes, tal com demanava la família.
La família del nen decidí provar sort a Europa i, traslladat a Barcelona l'any 2000, el director esportiu del FC Barcelona Carles Rexach, avisat del talent de Messi, el va contractar després de veure'l jugar, i es comprometé en nom del club a pagar el tractament si estava disposat a començar una nova vida a Catalunya. Aquell primer contracte es redactà sobre un tovalló de paper en un restaurant.
Així doncs, Messi es va integrar als equips formatius del club, primer a la categoria infantil, tot i que des de llavors ha tingut una progressió espectacular per les diferents categories del club (Infantil B, Infantil A, Cadet B, Cadet A, Juvenil A, Barça C, Barça B i primer equip) en un temps rècord.
Leo Messi és considerat el millor jugador del món per molta gent, com ho demostren els seus vuit premis Pilota d'Or (4 de consecutius que ha obtingut entre 2009 i 2012, i els dels anys 2015, 2019, 2021 i 2023). Tot i tenir aquests grans recursos individuals, Messi destaca pel fet de ser un exemplar jugador d'equip i gens polèmic les seves manifestacions públiques.

## Carrera esportiva

### Barcelona

#### 2003–2005: Debut al primer equip
L'estrena no oficial de Messi amb el primer equip del Barça va ser el 16 de novembre del 2003 contra el FC Porto (quan tenia 16 anys i 145 dies). El partit va servir per inaugurar el nou estadi del Porto, l'Estádio do Dragão, i finalitzar en victòria local per 2-0.
Va fer el seu debut oficial contra l'Espanyol, el 16 d'octubre del 2004 (quan tenia 17 anys, 3 mesos i 22 dies), aleshores el debutant blaugrana més jove en la Lliga.
Va fer el seu primer gol en un partit de Lliga l'1 de maig del 2005 en un partit contra l'Albacete Balompié, esdevenint el jugador més jove a fer-ho amb 17 anys, 10 mesos i 7 dies, fins que Bojan Krkić va trencar el seu rècord quan va fer la seva primera diana, després d'una assistència de Messi.
El FC Barcelona va acabar guanyant la Lliga 2004-05, i el 2005 Messi va ser guardonat amb el Premi Golden Boy, que és atorgat al millor futbolista mundial menor de 21 anys.

#### 2005-2008: Consolidació al primer equip

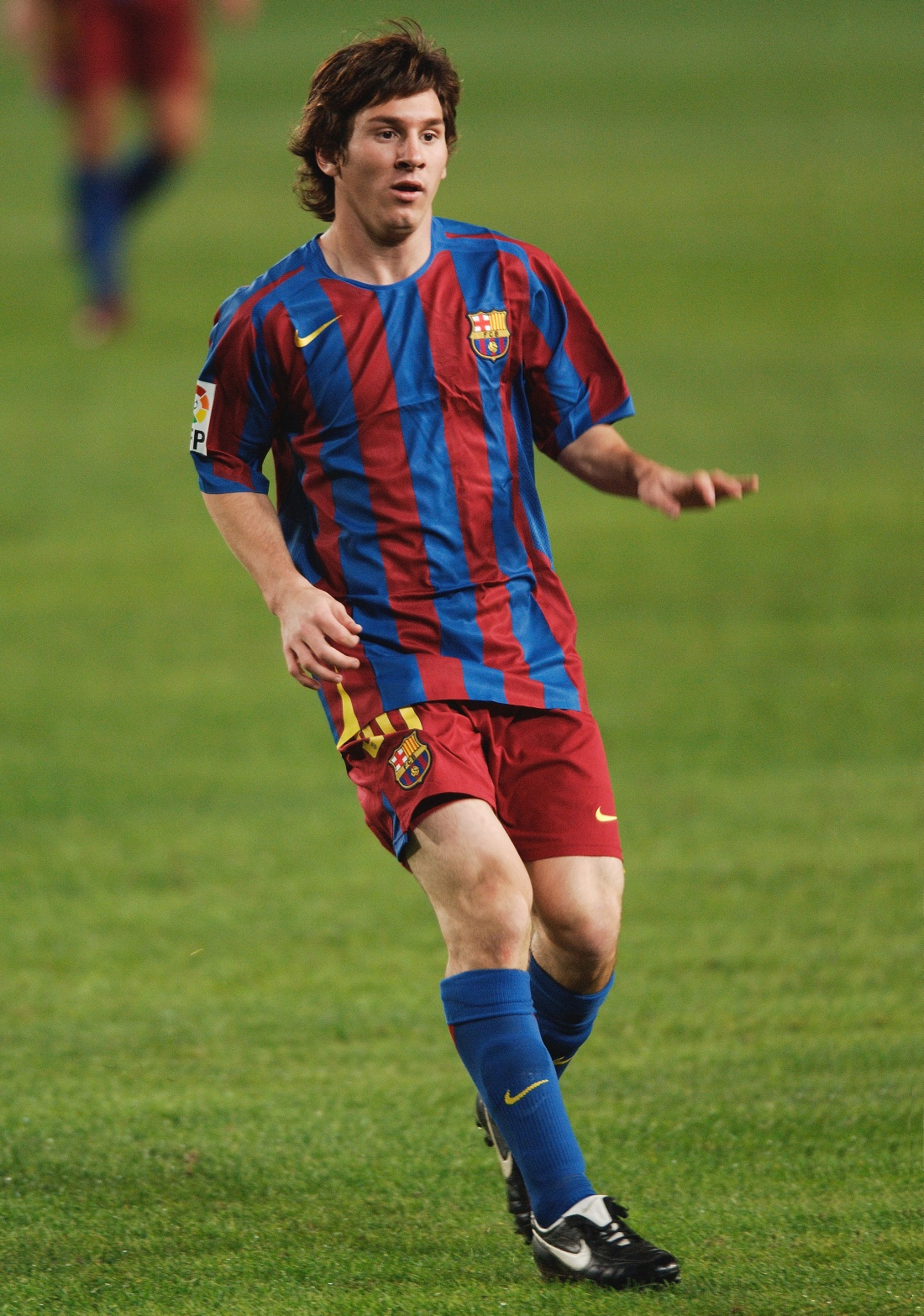
Messi al Camp Nou l'octubre del 2005.

El 16 de setembre, per segon cop en tres mesos, el Barça va anunciar una millora del contracte de Leo Messi − aquest cop cobrava com un jugador del primer equip i s'ampliava el contracte fins al juny del 2014. Messi va obtenir la nacionalitat espanyola el 25 de setembre i finalment va poder debutar a la Primera Divisió Espanyola. Abans no podia perquè comptava com a jugador no europeu. El primer partit de la Lliga de Campions de la UEFA de Messi va ser el 27 de setembre contra el club friülès Udinese Calcio. Va fer un gran partit i quan va ser substituït per Iniesta va rebre l'ovació dels 75.000 espectadors del Camp Nou.
Messi va fer sis gols en 17 partits de lliga, i va fer un gol en sis partits a la Lliga de Campions. Tanmateix, la seva temporada va acabar prematurament perquè el 7 de març va patir un trencament al bíceps femoral de la cama dreta en un partit de vuitens de final de la Lliga de Campions contra el Chelsea FC. El Barça va acabar la temporada com a campió d'Espanya i d'Europa. El club va aconseguir el doblet guanyant la Lliga de Campions de la UEFA 2005/06.
El gran avanç en la seva carrera va tenir lloc durant la temporada 2006/07, quan va passar a formar part de l'equip titular. A més, va marcar un hat-trick al Clàssic contra el Reial Madrid i va finalitzar la temporada amb 14 gols en 26 partits disputats.
Messi va ser nominat per al premi FIFPro World XI en la categoria de davanter. Una enquesta duta a terme en l'edició digital del diari espanyol Marca el tenia com el millor jugador del món, amb el 77 per cent dels vots. Columnistes de periòdics amb seu a Barcelona com El Mundo Deportivo i Sport van argumentar que la Pilota d'Or s'hauria de donar a Messi, una opinió donada també per Franz Beckenbauer. Personalitats futbolístiques com Francesco Totti han declarat que consideren Messi com un dels millors futbolistes del món en l'actualitat. El 4 de març de 2008, en el partit de tornada de vuitens de final de Lliga de Campions contra el Celtic, Messi va sofrir una lesió al bíceps femoral de la seva cama esquerra que el va apartar dels terrenys de joc durant un mes i mig. Messi es va retirar del terreny de joc plorant i corejat pel públic. Aquesta lesió li va impedir jugar els quarts de final encara que, al seu retorn, el FC Barcelona havia arribat a semifinals, on s'enfrontaria al Manchester United. Però malgrat que Messi va ser titular en els dos partits de l'eliminatòria, no va recuperar la seva millor forma i el FC Barcelona va ser eliminat per un gol de Paul Scholes en el partit de tornada el 29 d'abril. Aquesta eliminatòria seria el primer duel directe entre Messi i el portuguès Cristiano Ronaldo, considerats els grans jugadors del moment.
La temporada 2007/2008 va continuar i el FC Barcelona no va guanyar cap títol, encara que va estar molt a prop d'aconseguir-ho, arribant a semifinals a la Copa del Rei i a la Lliga de Campions. No obstant això, la temporada va quedar marcada per la bona actuació de l'argentí, que va marcar més de 10 gols a la Lliga i 6 a la Lliga de Campions.
Lionel Messi va ser capità del FC Barcelona per primera vegada en un partit amistós contra el Dundee United d'Escòcia, el 26 de juliol de 2008, ja amb Josep Guardiola a la banqueta culer. El 3 d'agost de 2008 se li va assignar el dorsal amb el número 10, succeint Ronaldinho i convertint-se l'argentí en l'estendard del club blaugrana, ja que aquest dorsal és històric en el club, havent-lo portat jugadors de la talla de Maradona, Romário, Rivaldo, Hugo Sotil o Luis Suárez, entre d'altres.

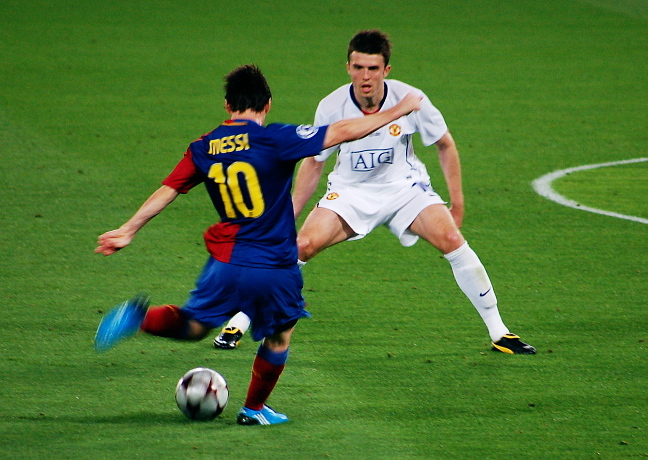
Messi xutant durant la final de la Lliga de Campions contra el Manchester United FC al maig de 2009

#### 2008-2009: Consagració com a millor jugador del món
La temporada 2008/2009 va ser la de la seva consagració com a millor jugador del món del moment: el Barcelona va aconseguir aquesta temporada el triplet i Messi va marcar un total de 38 gols.

#### 2009-2010
La 2009/2010 Messi va aconseguir uns registres golejadors històrics, marcant 47 gols en tota la temporada, dels quals 34 van ser en la competició de lliga. D'aquesta manera va acabar emportant-se la Bota d'Or i igualant el registre golejador de Ronaldo la temporada 1996/1997.
El 28 d'agost de 2009 jugà com a titular en el partit de la Supercopa d'Europa que enfrontà el Barça contra l'FC Xakhtar Donetsk, que l'equip blaugrana guanyà per 1 a 0 a la pròrroga. Després de guanyar la Supercopa de la UEFA del 2009, l'entrenador del Barça Josep Guardiola va assegurar que Messi era, probablement, el millor jugador que mai havia vist. El 16 de gener del 2010, amb 22 anys, 6 mesos i 23 dies, va esdevenir el jugador més jove en arribar als 100 gols amb el Barça.
El 21 de març de 2010, després del duel amb el Reial Saragossa, Leo Messi es va convertir en el primer jugador blau-i-grana en marcar dos hattricks consecutius; ho va fer en lliga, marcant 8 gols en una setmana, dos d'ells en el partit de tornada dels vuitens de final de la Champions League contra l'Stuttgart alemany. Aquella setmana va marcar tres gols al València i tres més al Saragossa (el segon gol marcat a l'equip aragonès va ser comparat al marcat per Ronaldo davant del Compostel·la quan jugava al Barça), i la premsa esportiva va començar a considerar-lo un dels millors jugadors de la història, fins i tot millor que Diego Armando Maradona.
El 6 d'abril del 2010 va esdevenir el primer futbolista del Futbol Club Barcelona en aconseguir un pòker de gols en partit de la Lliga de Campions, quan va marcar tots els gols que el Barça va fer a l'Arsenal FC en una victòria per 4-1 en quarts de final de la competició. A més a més, es va convertir així en el màxim golejador històric del Barça en aquesta competició, marcant el seu vint-i-cinquè gol.
En finalitzar la temporada, el Barça va aconseguir el títol de Lliga, arribant a la xifra de 99 punts, superant el rècord vigent en la classificació de Lliga que tenia el Madrid amb 92 punts des de la temporada 96-97. Messi va acabar la temporada amb 34 gols en Lliga, igualant el registre que ostentava Ronaldo amb el Barça des de la mateixa temporada 96-97, i aconseguint el Trofeu Pitxitxi i la Bota d'Or.

#### 2010-2011: Cinquè títol de Lliga i tercera Lliga de Campions
Messi va aconseguir el primer trofeu del Barcelona la temporada 2010-11, la Supercopa d'Espanya, en marcar un triplet en la victòria de l'equip per 4-0 davant el Sevilla, després de la derrota de l'anada. Assumint un paper de creador de joc, va tornar a ser decisiu en un Clàssic el 29 de novembre de 2010, el primer amb José Mourinho al capdavant del Reial Madrid, en el qual el Barcelona va guanyar per 5-0. Messi va contribuir a que l'equip aconseguís 16 victòries consecutives a la lliga, un rècord en el futbol espanyol, que va concloure amb un altre triplet davant l'Atlètic de Madrid el 5 de febrer de 2011. Les seves actuacions al barça el 2010 li van valer la Pilota d'Or de la FIFA inaugural, una fusió entre la Pilota d'Or i el premi al Millor Jugador de l'any de la FIFA, encara que la seva victòria va ser rebuda amb algunes crítiques al no haver triomfat amb l'Argentina a la Copa Mundial de la FIFA 2010. Amb l'antic format del premi, hauria quedat just fora dels tres primers llocs i la seva victòria en vots dels entrenadors i capitans internacionals.
Cap al final de la temporada, el Barcelona va jugar quatre Clàssics en un lapse de 18 dies. Un partit de lliga el 16 d'abril va acabar en empat després d'un penal de Messi. Després que el Barcelona perdés la final de la Copa del Rei quatre dies més tard, Messi va marcar els dos gols de la victòria per 2-0 del seu equip en el partit d'anada de les semifinals de la Lliga de Campions a Madrid, el segon dels quals -un regat amb el peu que va superar a tres jugadors del Reial- va ser considerat com un dels millors de la història de la competició. Tot i que no va marcar, va tornar a ser important en un empat de la volta que va classificar al Barça per la final de la Lliga de Campions, on es va enfrontar al Manchester United FC en una final que es va repetir dos anys abans. Com a màxim golejador de la competició per tercer any consecutiu, amb 12 gols, Messi va ser triat home del partit a Wembley el 28 de maig, per marcar el gol de la victòria del Barça per 3-1. El Barça va guanyar la seva tercera Lliga consecutiva. A més dels seus 31 gols, fou el màxim assistent de la lliga amb 18. Va acabar la temporada amb 53 gols i 24 assistències en tots els campionats, convertint-se en el màxim golejador de la història del Barcelona en una sola temporada i en el primer jugador del futbol espanyol en assolir la xifra de 50 gols.
Quan Messi es va convertir en una combinació del número 8 (creador), 9 (golejador) i 10 (assistent), va marcar la xifra sense precedents de 73 gols i 29 assistències en totes les competicions del club durant la temporada 2011-12, marcant un hat-trick o més en 10 partits. Va començar la temporada ajudant a l'equip a guanyar la Supercopa d'Espanya i la Supercopa d'Europa. En la Supercopa d'Espanya, va marcar tres gols per aconseguir una victòria global de 5-4 sobre el Reial Madrid, superant a Raúl com a màxim golejador històric de la competició amb vuit gols. A finals d'any, el 18 de desembre, va marcar dos gols a la final de la Copa Mundial de Clubs de la FIFA, on es va imposar per 4-0 al Santos, i va obtenir la Pilota d'Or com a millor jugador del torneig, com ja havia fet dos anys abans. Per la seva tasca el 2011, va tornar a rebre la Pilota d'Or de la FIFA, convertint-se en el quart jugador de la història a guanyar tres vegades el guardó, després de Johan Cruyff, Michel Platini i Marco van Basten. A més, va guanyar la primera edició del Premi al millor jugador d'Europa de la UEFA, una renovació del vell premi al Futbolista Europeu de l'Any. En aquells dies, Messi ja era considerat un dels millors futbolistes de la història, al costat de jugadors com Diego Maradona i Pelé.
L'any 2011 la revista Time el seleccionà entre els candidats a rebre el títol de Persona de l'Any. A finals d'any també va ser seleccionat com una de les 32 personalitats més populars de l'any per la revista TIME, postulant-se com a candidat a la «Persona de l'any», sent l'únic esportista nominat en aquesta llista.

#### 2011-2012: L'any dels rècords

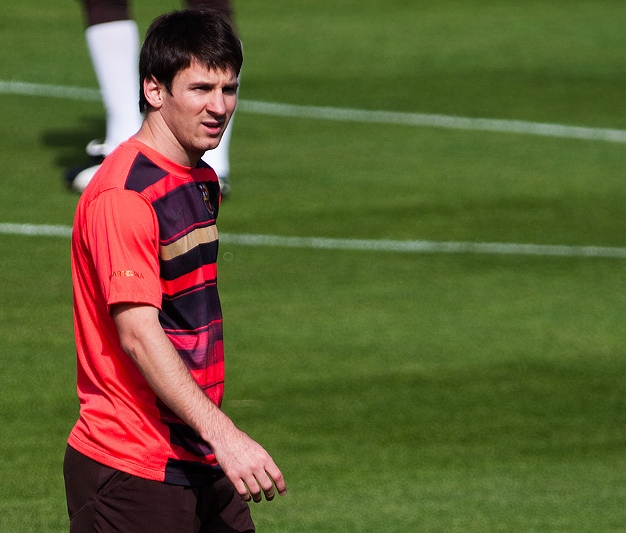
Messi entrenant.

El 25 de juliol de 2011, Messi va ser nominat conjuntament amb el seu company d'equip Xavi Hernández i el madridista Cristiano Ronaldo al Premi al millor jugador d'Europa de la UEFA en la temporada 2010/11 que es va entregar el 25 d'agost a Montecarlo. Messi obtingué aquest guardó.
El 27 de juliol Messi va ser designat Patrimoni Esportiu de la Humanitat del seu país, en una llista creada pel Bureau Internacional de Capitales Culturales mitjançant una votació ciutadana entre 327.496 persones, de 72 països diferents. Un total de 42 jugadors argentins, 57 brasilers i 41 mexicans aspiraven a convertir-se en Patrimoni Esportiu de la Humanitat, havent estat triats Messi, al costat del brasiler Pelé i el mexicà Hugo Sánchez.
La Lliga 2011/2012 serà recordada com aquella en la qual Messi superà César com a màxim golejador de la Lliga de la història del Barça en el partit contra el Granada el dia 20 de març. Aquell any Messi també va aconseguir un rècord històric en la classificació del pitxitxi de la lliga marcant 50 gols.

#### 2012-2013: Pilar fonamental de l'equip
El 9 de desembre, Messi va aconseguir un nou rècord en marcar 2 gols contra el Betis en partit de la Primera Divisió. Amb aquests dos gols, Messi arribava a la xifra de 86 gols en un any natural (2012) - 74 amb el Barça i 12 amb la selecció Argentina - superant així l'anterior rècord de Gerd Müller de 85 gols el 1972. Quan va acabar l'any, Messi havia aconseguit 91 gols oficials entre el Barça i la selecció argentina, aconseguint així establir una nova marca mundial.
Aquella mateixa temporada, també va trencar amb un altre rècord, marcant gols en dinou jornades de la Lliga seguides, superant Ronaldo Nazário i Mariano Martín, que prèviament n'havien marcat en deu de consecutives. A més a més, també va batre el rècord mundial de gols en jornades seguides de totes les lligues de primera divisió europea, ja que mai cap jugador ho havia fet en dinou jornades consecutives. També es convertia en el primer jugador de la història a marcar a tots els equips de la lliga de forma consecutiva, convertint-se en el primer a marcar en tots els partits d'una volta. Aquesta espectacular ratxa golejadora només es va trencar quan Messi es va lesionar al partit de Champions League contra el Paris Saint-Germain FC, fet que va impedir al jugador argentí de disputar el següent partit de Lliga.
Amb els dos gols que Messi va marcar al Granada Club de Fútbol el dissabte 16 de febrer, superava la xifra de 300 gols en partits oficials amb el Barça, i va esdevenir així el primer jugador del Futbol Club Barcelona a arribar a aquests registres.

#### 2014-2015: El segon triplet

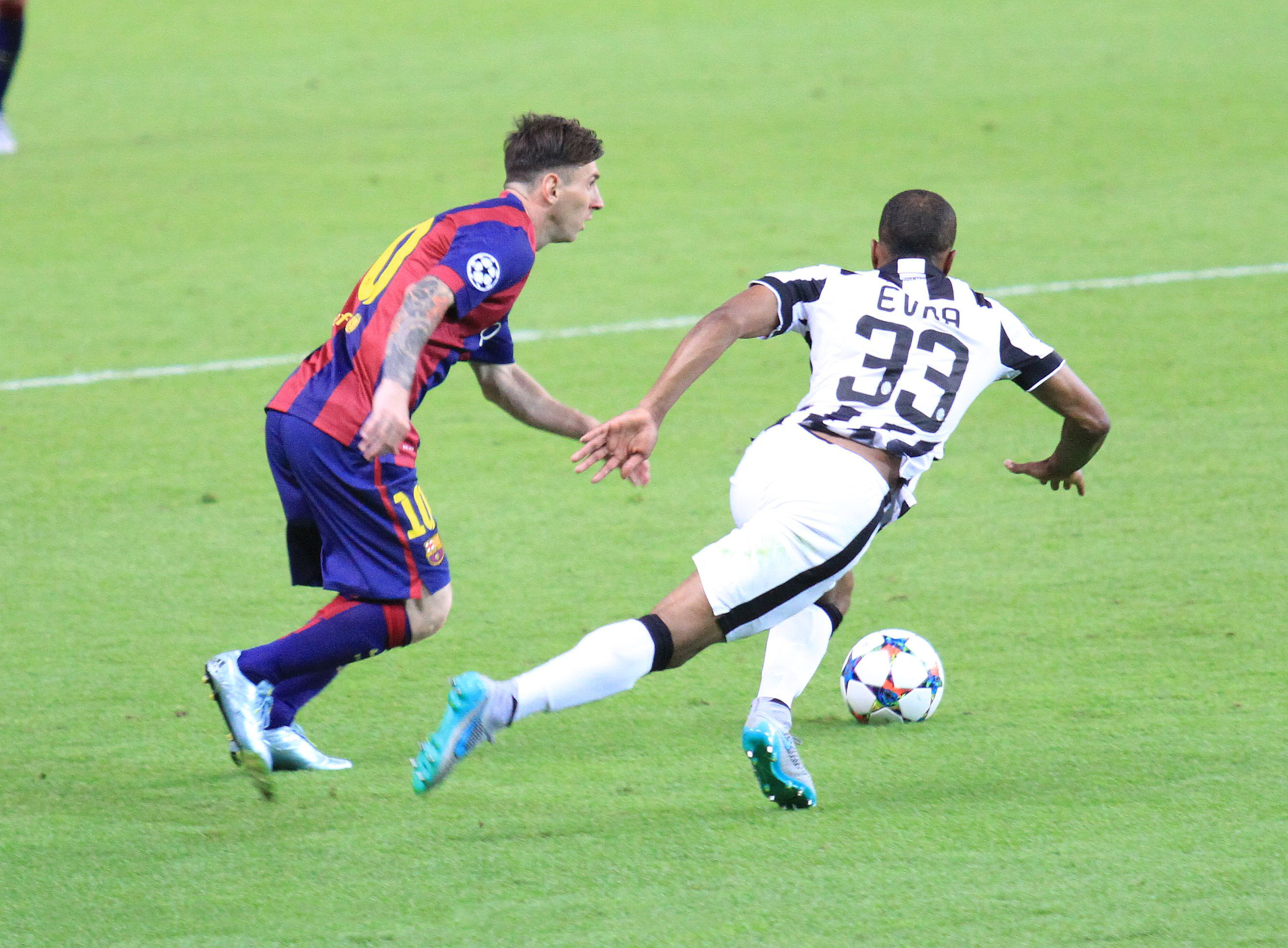
Messi regatejant al defensa del Juventus Patrice Evra durant la final de la Lliga de Campions de la UEFA al juny de 2015. Abans del partit, el capità del Juventus, Gianluigi Buffon, va declarar: «Messi és un extraterrestre que es dedica a jugar amb humans».

El 22 de novembre, en un partit contra el Sevilla FC, va marcar tres gols, superant així Telmo Zarra com a màxim golejador de la història de la Lliga espanyola de futbol (251 gols), també amb tres gols en un partit contra l'Espanyol, dues jornades després del Sevilla, va superar César com a màxim golejador del F.C.Barcelona amb 402 gols i en la Lliga de Campions Leo Messi va marcar un altre hat-trick contra l'Apoel per superar Raúl González (exjugador del Reial Madrid), com a màxim golejador d'Europa amb 75 gols, el segueix Cristiano Ronaldo, que té 71 gols. El 6 de juny de 2015 formà part de l'equip titular del Barça que va guanyar la final de la Lliga de Campions 2015, a l'Estadi Olímpic de Berlín per 1 a 3, contra la Juventus de Torí.

#### 2015-2016: La cinquena Pilota d'Or
L'11 d'agost de 2015 va jugar, com a titular, al partit de la Supercopa d'Europa 2015, a Tbilisi, en què el Barça va guanyar el Sevilla CF per 5 a 4. En aquell partit, Messi hi va marcar dos gols de falta directa, confirmant la seva habilitat en aquesta faceta del joc. El 2016 va aconseguir el seu cinquè premi de la pilota d'or.
L'abril de 2016 esdevingué el màxim assistent de la història de la lliga espanyola, en arribar a les 121 assistències, una més de les que havia arribat a fer Míchel.

#### 2016-2017: La quarta Bota d'Or
L'agost de 2016, al començament de la temporada, va aixecar el trofeu de la Supercopa d'Espanya 2016 que el Barça va guanyar al Sevilla FC, com a capità, perquè el capità Andrés Iniesta, lesionat, no va jugar el partit de tornada. En el partit de tornada, Messi va marcar i va esdevenir el màxim golejador històric de la Supercopa, amb 12 gols. El març de 2017, en un partit de lliga contra el València CF que acabà en victòria del Barça a casa per 4 a 2, Messi va marcar el doblet número 100 de la seva carrera. El novembre de 2017 va recollir la seva quarta Bota d'Or, mercès als seus 37 gols a la Lliga la campanya anterior.

#### Agost de 2020: Desig de sortida del Barça
A mitjans d'agost es va fer públic el desig del jugador de deixar el club blaugrana, primícia publicada pel periodista Marcelo Bechler. El 25 d'agost de 2020, Lionel Messi envià un burofax a les oficines del FC Barcelona en què el davanter anunciava el seu desig de marxar de manera immediata acollint-se a la clàusula del seu contracte que li permet rescindir-lo unilateralment a final de cada temporada. Dies abans Messi en una reunió amb Ronald Koeman ja li comunicà al llavors entrenador del Barça que no veia clar la seva continuïtat, malgrat que Koeman comptés amb ell com a pal de paller de l'equip, i l'acomiadament posterior de Luis Suárez (íntim amic de Messi) i d'Arturo Vidal amb qui tenia molta bona relació, acabaren de precipitar la decisió. També es digué que Messi creia que la junta del club no havia fet prou per portar de nou a Neymar i que es varen gastar els diners en fitxar Antoine Griezmann, que es va fer fora Valverde per portar Enrique Setién i no a Xavier Hernández. A més, el primer equip del Futbol Club Barcelona va patir una derrota humiliant a Lisboa per 2 a 8 davant del Bayern, i això aprofundí encara més la desmotivació de Leo Messi, que dos dies després del partit comunicà als capitans Sergi Busquets, Gerard Piqué i Sergi Roberto la seva intenció de marxar de l'equip. La primera intenció fou de comunicar-ho amb la màxima discrecció possible, però el burofax enviat a través del bufet d'advocats Cuatrecasas acabà filtrant-se a la cadena argentina TyC Sports.

#### 2020-2021: Temporada final en el Barcelona
L'1 de juliol, Messi es va convertir en agent lliure en expirar el seu contracte, i les negociacions sobre un nou acord es van complicar a causa dels problemes financers del club. El 5 d'agost, el Barcelona va anunciar que Messi no seguiria al club, malgrat que les dues parts havien arribat a un acord i havien de signar un contracte aquell mateix dia. El club va referir-se als obstacles financers i estructurals plantejats per la normativa de la Lliga com a motiu de la marxa de Messi. El president del club, Joan Laporta, també va culpar l'anterior junta de la sortida de Messi dient que "la base de tot és la situació calamitosa i desastrosa que va deixar l'anterior junta", i va afegir dient que "el deute previst és molt més gran i teníem uns contractes esportius en vigor que feien que no tinguéssim marge salarial”. Tres dies després, en una roda de premsa entre llàgrimes celebrada al Camp Nou, Messi va confirmar que deixaria el Barcelona.

### Paris Saint-Germain

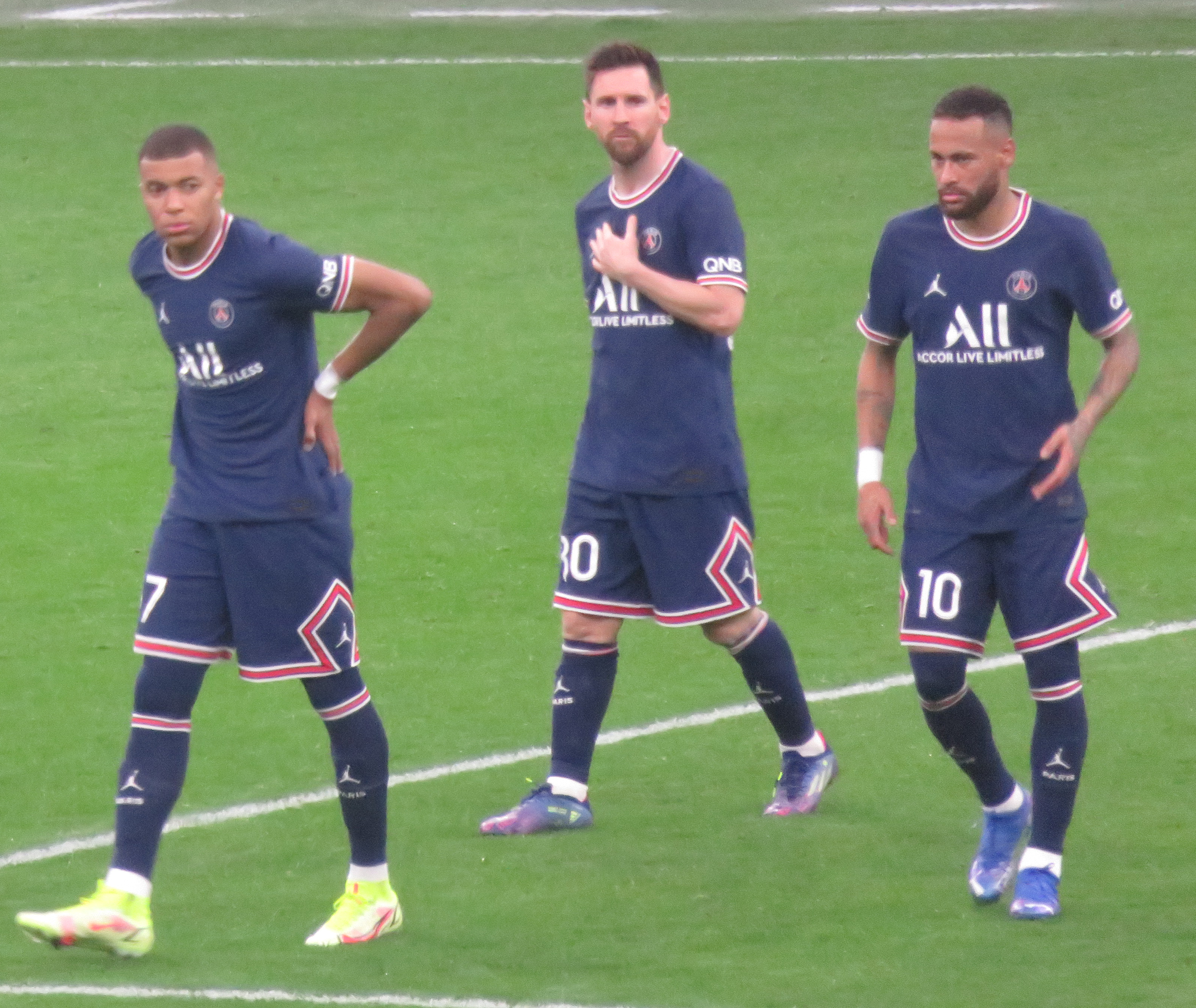
Messi (mig) amb els seus companys del PSG, Kylian Mbappé (esquerra) i Neymar.

El 10 d'agost, Messi va fitxar pel París Saint-Germain francès i va signar un contracte de dos anys, fins al juny del 2023, amb opció a un any més. Messi va triar el número 30 com a dorsal, el mateix que portava d'adolescent quan va debutar amb el primer equip del Barcelona.
Messi va debutar amb el club el 29 d'agost, entrant com a suplent en la segona part de la victòria a fora per 2-0 contra el Reims a la Lliga 1. El 15 de setembre va ser titular per primera vegada i va debutar a la Lliga de Campions de la UEFA en un empat a com a visitant contra el Club Brugge (1-1). Quatre dies més tard, Messi va debutar a casa amb el PSG en una victòria per 2-1 contra l'Olympique de Lió. El 28 de setembre, Messi va marcar el seu primer gol amb el club, un gol des de la vora de l'àrea de 18 metres després de jugar un mà a mà amb Kylian Mbappé, en una victòria per 2-0 a la fase de grups de la Lliga de Campions contra el Manchester City de Pep Guardiola.
L'1 de juny, Galtier va confirmar que el partit a casa del PSG contra el Clermont, el 3 de juny, seria l'últim de Messi amb el club, que va confirmar la seva marxa dos dies després; el partit va acabar amb derrota per 3 -2. Va acabar la temporada amb el nombre més gran d'assistències de la lliga, amb 16, i també va ser inclòs a l'Equip de la Temporada de la Ligue 1 de la UNFP juntament amb els seus companys Achraf Hakimi, Nuno Mendes i Mbappé.

### Inter de Miami

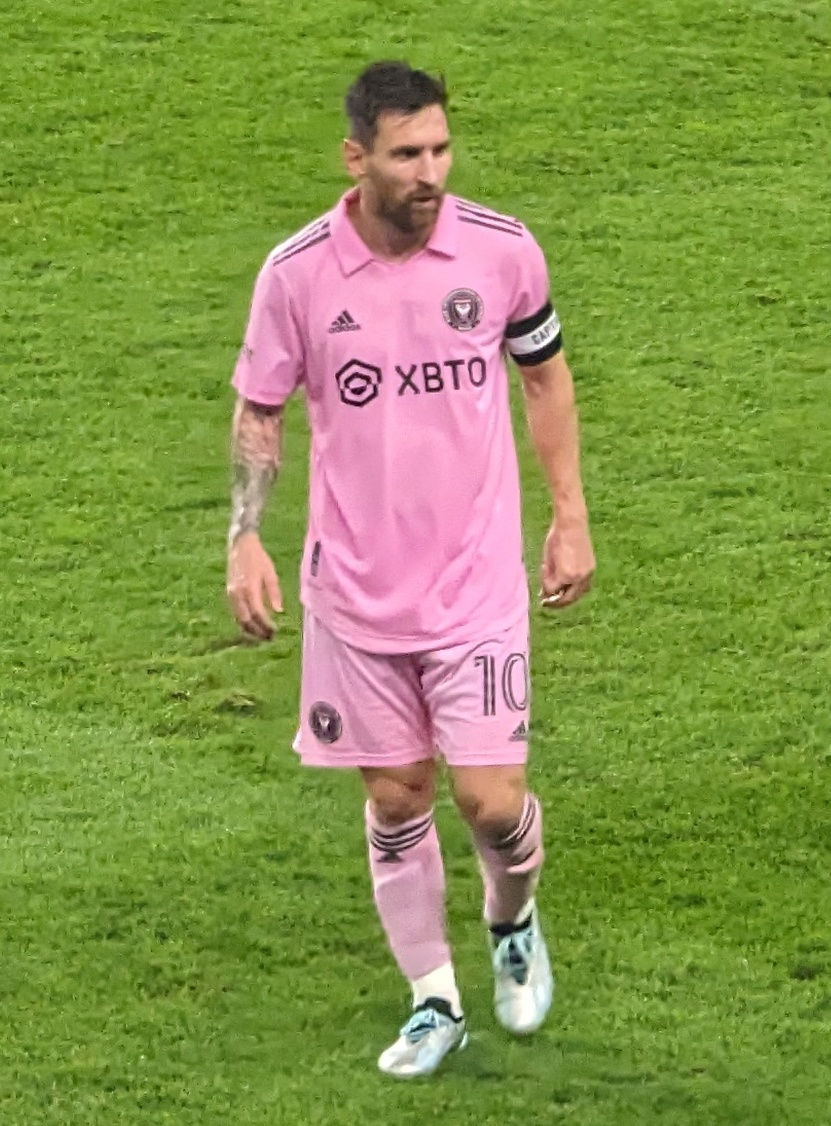
Messi amb l'Inter Miami a la U.S. Open Cup 2023

Després de la confirmació de la marxa del PSG, sorgien moltes veus que parlaven d'un retorn Messi al seu antic club, el FC Barcelona, i també amb un traspàs per molts diners al club de la Lliga Professional Saudita Al-Hilal. Però finalment va decidir fitxar per l'Inter de Miami, de la Major League Soccer, comunicant-li al president del FC Barcelona, Joan Laporta, el 5 de juny del 2023. El club blaugrana no el va poder fitxar pels límits financers.
El 7 de juny, l'Inter de Miami va publicar un vídeo a les seves xarxes socials en què insinuava el fitxatge de Messi pel club, encara que no confirmava que hagués signat oficialment encara. Aquell mateix dia, Messi va confirmar la intenció de fitxar pel Miami en una entrevista conjunta amb Mundo Deportivo i Sport, en què va dir que "no l'han tancat al cent per cent"; la MLS també va afirmar que l'acord no s'havia tancat. Va explicar que, encara que la Lliga ho havia acceptat tot i li semblava bé que tornés al Barcelona, quedaven moltes coses per fer, com abaixar els sous i vendre jugadors, i no volia tornar a passar per això ni ser el responsable. Va confirmar que altres clubs europeus s'hi havien acostat, però que el Barcelona era l'únic equip europeu en què volia jugar.
El 15 de juliol de 2023, l'Inter de Miami va anunciar el fitxatge de Messi amb un contracte de dos anys i mig. Va ser presentat formalment als aficionats en un esdeveniment retransmès en directe, batejat com "La PresentaSÍón" a l'estadi DRV PNK l'endemà, amb el seu company i excompany del Barcelona Sergio Busquets. El seu salari base és de 12 milions de dòlars, amb una compensació garantida de 20,4 milions per a la temporada 2023; Messi també guanyarà accions addicionals per la venda de samarretes, les subscripcions al MLS Season Pass i una participació al club.

#### 2023: Victòria a la Copa de la Lliga
Messi va debutar amb el club el 21 de juliol en un partit de la Copa de la Lliga contra la Cruz Azul, marcant de falta en el temps afegit per a la victòria per 2-1. Després de marcar nou gols en els seus sis primers partits amb el Miami, Messi va obrir el marcador a la final de la Copa de la Lliga 2023 contra el Nashville SC el 19 d'agost, abans que el Nashville empatés a la segona part. El partit va acabar en una tanda de penals que Miami va guanyar per 10-9, amb Messi marcant el primer, donant al club el primer trofeu de la seva història.
Messi va debutar a la MLS el 26 d'agost, com a suplent al minut 60, i va marcar un gol als últims minuts del partit contra el New York Red Bulls (2-0), que va posar fi a la ratxa d'onze partits sense guanyar de l'Inter. El primer gol de Messi a la temporada regular li va valer el Gol de la Jornada amb el 89,7% dels vots. El 30 d'octubre, després de guanyar el Mundial amb Argentina i la Lliga 1 amb el PSG, Messi va ser guardonat amb la seva vuitena Pilota d'Or, tot un rècord.
2023: Pilota d'Or
 Pendent

## Selecció argentina

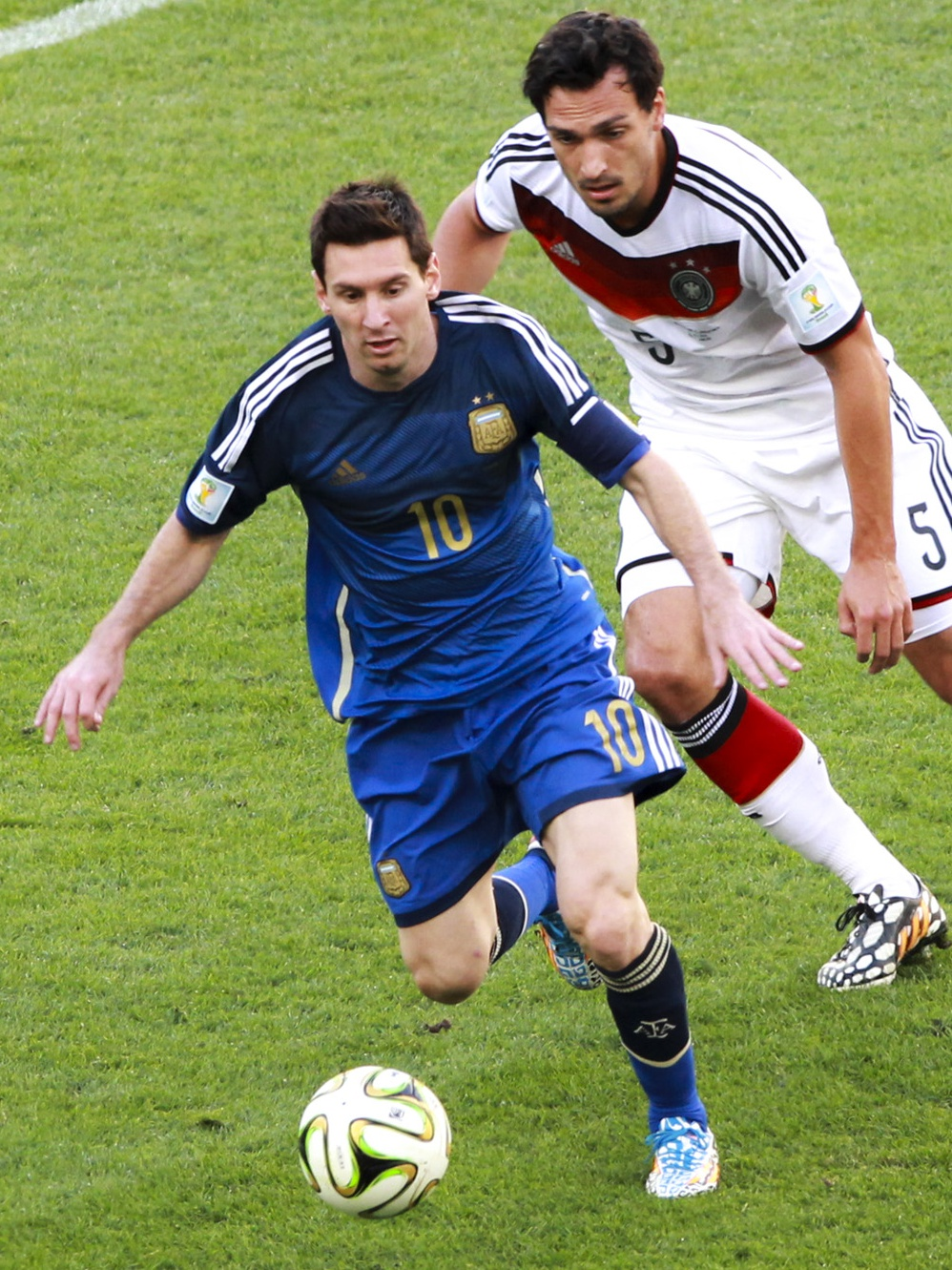
Messi disputant la pilota amb l'alemany Mats Hummels durant la final de la Copa Mundial de la FIFA 2014.

Messi és un jugador destacat de la Selecció Argentina, on actualment exerceix com a capità de l'equip. El 2006 va arribar a ser el jugador més jove de la selecció argentina a assistir a una Copa Mundial de Futbol, amb la qual va obtenir el subcampionat en la Copa Amèrica 2007. El 2008, als Jocs Olímpics de Pequín, va aconseguir el seu primer honor internacional, una Medalla d'Or.
El juny del 2004 va jugar per primer cop amb la selecció argentina, en un partit amistós del sub-20 contra la selecció de futbol del Paraguai. El 2005 va formar part de l'equip que va guanyar el Campionat del Món de Futbol sub-20 als Països Baixos. En aquest torneig va guanyar els premis del millor jugador i en va ser el màxim golejador.
El 4 d'agost del 2005, José Pekerman va convocar Messi al primer equip de la selecció nacional de l'Argentina. Va fer el seu debut el 17 d'agost contra la selecció d'Hongria, en un partit malaurat. Va entrar a jugar al minut 63 i, al cap de 30 segons, fou expulsat perquè l'àrbitre, Markus Merk, va veure que havia donat un cop de colze al defensa Vilmos Vanczák, que l'estava agafant de la samarreta. L'àrbitre es va mostrar inflexible. Maradona va dir que la decisió estava premeditada.
Messi va iniciar com a titular el seu primer partit internacional en la derrota de l'Argentina contra la selecció del Paraguai per 0-1 a la classificació de la Copa del Món el 3 de setembre. Després del partit va dir: «Això és un segon debut. El primer va ser una mica curt.»
El 2009 la seva actuació durant la classificació per a la Copa del Món de Futbol 2010, qualificada fins i tot pel mateix jugador com insatisfactòria, va generar importants crítiques entre la premsa argentina. Aquesta situació va generar, també, articles de suport per part de la premsa catalana, a més a més del suport per part d'alguns companys del Barcelona.
El 28 de març d'aquell mateix any Messi va portar per primera vegada el dorsal amb el número 10 coincidint amb el debut de Maradona com a seleccionador.
El juny de 2014 fou un dels 23 seleccionats per Alejandro Sabella per representar l'Argentina a la Copa del Món de Futbol de 2014 al Brasil. L'11 de juliol de 2014 la FIFA va anunciar la seva inclusió entre els deu candidats a la Pilota d'Or al Millor Jugador del Mundial (els guanyadors de les Pilotes d'Or, Plata i Bronze als tres millors jugadors del Mundial del Brasil serien anunciats el dia 14, un dia després de la disputa de la final del Mundial a l'estadi de Maracaná).
El juny de 2016 fou un dels seleccionats per representar l'Argentina a la Copa América Centenario als Estats Units. Després de la Final contra Xile, Messi va anunciar que es retiraria del futbol internacional. Tanmateix, va continuar jugant amb la selecció, i el 2021 va guanyar la seva primera Copa Amèrica (derrotant Brasil a la final), títol que repetiria en la Copa Amèrica del 2024 (derrotant Colòmbia en la final). A més, el 2022, va guanyar la Finalissima contra Itàlia.

### Victòria en el Mundial de 2022

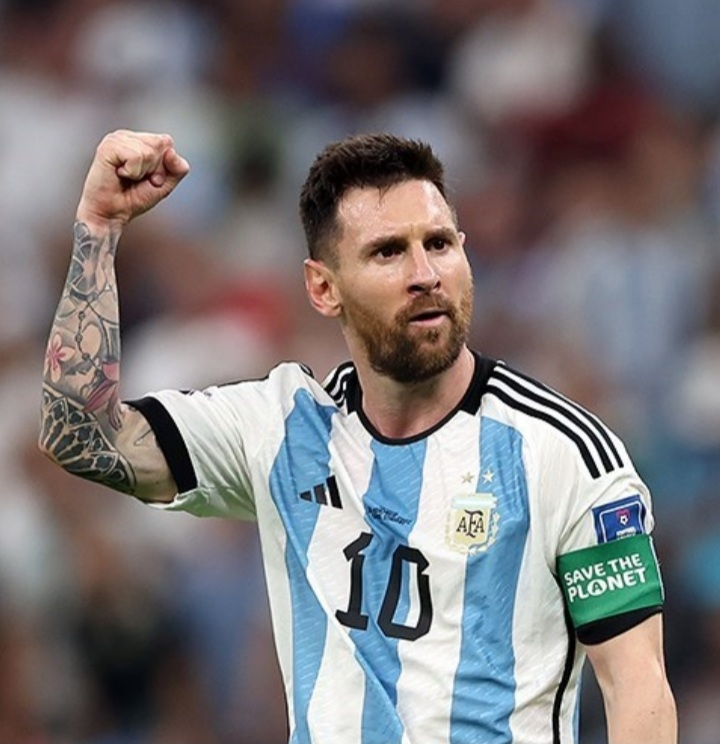
Messi al Mundial de futbol de 2022

El 9 de setembre, Messi va marcar un triplet en una victòria per 3-0 a casa contra Bolívia en un partit de classificació per al Mundial del 2022, de manera que també va superar Pelé com a màxim golejador internacional masculí de Sud-amèrica amb 79 gols. A la Finalíssima de 2022, la tercera edició de la Copa de Campions CONMEBOL-UEFA, disputada a Wembley el 2 de juny de 2022, Messi va donar dues assistències en una victòria per 3-0 contra Itàlia i va ser nomenat millor jugador del partit, aconseguint així el seu segon trofeu per a Argentina en la categoria absoluta. Messi va seguir el 6 de juny amb els cinc gols d'Argentina en una victòria per 5-0 en un amistós contra Estònia, superant Ferenc Puskás entre els màxims golejadors internacionals masculins de tots els temps.
A la Copa Mundial de la FIFA Qatar 2022, Messi va marcar un gol de penal al partit inaugural de l'Argentina, que va perdre per 2-1 davant l'Aràbia Saudita, abans de marcar amb un xut ras des de 20 metres en el següent partit contra Mèxic, que Argentina va guanyar per 2-0, donant també una assistència al gol d'Enzo Fernández. En el partit de vuitens de final contra Austràlia, Messi va marcar el primer gol de la victòria per 2-1 d'Argentina en què va ser el seu partit número 1.000 com a jugador professional, i també es va convertir en el futbolista sud-americà (membre de la CONMEBOL) amb més partits de tots els temps, superant el rècord anterior establert per l'equatorià Iván Hurtado, a més de superar i igualar diversos altres rècords relacionats amb la Copa Mundial de la FIFA i la selecció nacional. En el partit de quarts de final contra Països Baixos, Messi va donar l'assistència del primer gol d'Argentina a Nahuel Molina amb una passada cap enrere i després va marcar de penal quan el partit acabava 2-2 després de la pròrroga. Argentina va guanyar 4-3 a la tanda de penals, amb Messi marcant el primer penal.
En la semifinal contra Croàcia, Messi va aconseguir el seu rècord de 25a participació en una fase final de la Copa Mundial, empatat amb l'alemany Lothar Matthäus, i va marcar el primer gol de penal abans d'assistir el tercer gol de l'Argentina, marcat per Julián Álvarez a la victòria per 3-0. Argentina va avançar el partit pel campionat contra França, i Messi va declarar que seria la seva última participació a la Copa Mundial. El 18 de desembre, Messi va aconseguir el seu rècord de 26 participacions a la fase final de la Copa Mundial i es va proclamar campió del món amb Argentina després de vèncer França per 4-2 a l'estadi Lusail a la tanda de penals després d'empatar a 3-3 a la pròrroga, posant fi a 36 anys d'espera de l'Argentina per aconseguir el trofeu. Messi va marcar dos gols i també va transformar el seu penal a la tanda. Amb set gols en set partits, Messi es va convertir en el primer jugador a marcar a totes les rondes d'un Mundial des que es va introduir la ronda de vuitens de final el 1986, i va rebre la Pilota d'Or al millor jugador del torneig, convertint-se en el primer jugador en guanyar-ho en dues ocasions. Va acabar segon a la carrera per la Bota d'Or, per darrere de Mbappé.

## En la cultura popular

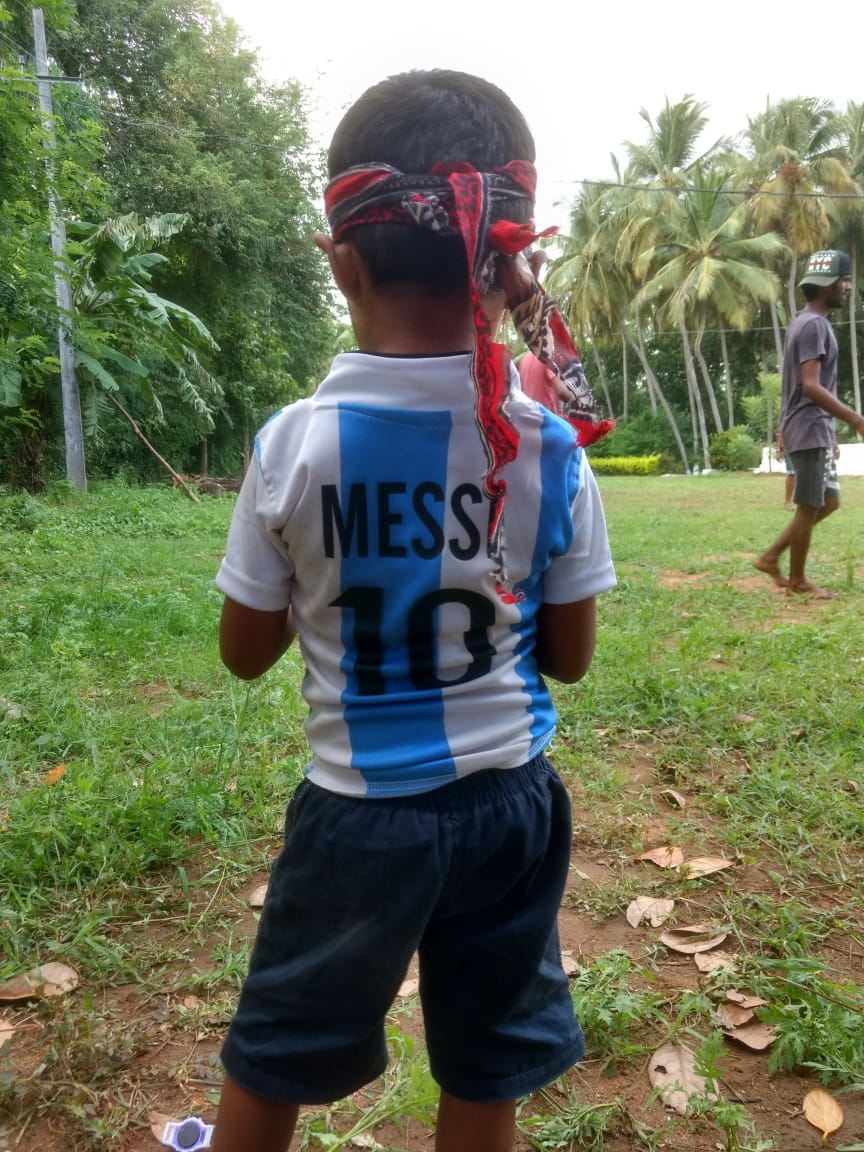
Un nen de l'Índia duent la samarreta de l'argentina de Messi

Segons France Football, Messi va ser el futbolista més ben pagat del món durant cinc dels sis anys compresos entre el 2009 i el 2014; va ser el primer jugador que va superar els 40 milions d'euros, amb uns ingressos de 41 milions el 2013, i els 50-60 milions, amb uns ingressos de 65 milions el 2014. Messi va ser el segon a la llista Forbes dels esportistes més ben pagats del món (després de Cristiano Ronaldo) amb uns ingressos de 81,4 milions de dòlars pel seu salari i patrocinis el 2015-16. El 2018 va ser el primer jugador a superar el punt de referència de 100 milions d'euros per a un any natural, amb uns ingressos de 126 milions d'euros en ingressos combinats de salaris, primes i patrocinis. Forbes ho va classificar com l'esportista millor pagat del món en 2019. A partir del 2008, va ser el jugador més ben pagat del FC Barcelona, rebent un salari que va augmentar progressivament de 7,8 milions d'euros a 13 milions d'euros en els cinc anys següents. En signar un nou contracte amb el Barcelona el 2017, va guanyar 667.000 dòlars setmanals en salaris, i el Barcelona també li va pagar 59 milions de dòlars. La seva clàusula de rescissió es va fixar en 700 milions d'euros. El 2020, Messi es va convertir en el segon futbolista, així com en el segon atleta d'un esport d'equip, després de Cristiano Ronaldo, a superar els mil milions de dòlars en guanys al llarg de la seva carrera.
A més del seu salari i les seves primes, gran part dels seus ingressos procedeixen dels patrocinis, per la qual cosa SportsPro l'ha citat com un dels esportistes més comercialitzables del món cada any des que va començar l'informe el 2010. El seu principal patrocinador des de 2006 és l'empresa de roba esportiva Adidas. Com a principal promesa juvenil del FC Barcelona, havia signat amb Nike des dels 14 anys, però va ser transferit a Adidas després que aquesta impugnés amb èxit als tribunals la reclamació del seu rival sobre els seus drets d'imatge. Amb el temps, Messi es va establir com el seu principal patrocinador de marca; des de 2008, va tenir una llarga col·lecció de botes Adidas F50, i en 2015, es va convertir en el primer futbolista a rebre la seva pròpia submarca de botes Adidas, les Adidas Messi. Des de 2017, ha fet servir l'última versió de les Adidas Nemeziz. El 2015, una samarreta del Barcelona amb el nom i el número de Messi va ser l'edició de samarreta més venuda a tot el món.
Com a entitat comercial, la marca de Messi s'ha basat exclusivament en el seu talent i els seus èxits com a futbolista, a diferència d'altres jugadors amb més glamur, com Cristiano Ronaldo i David Beckham. Al principi de la seva carrera, va mantenir contractes de patrocini principalment amb empreses que empren el màrqueting orientat a l'esport, com Adidas, Pepsi i Konami. A partir del 2010, al mateix temps que augmentaven els seus èxits com a jugador, el seu atractiu comercial es va ampliar, arribant a acords de patrocini a llarg termini amb les marques de luxe Dolce & Gabbana i Audemars Piguet. Messi també és ambaixador de les marques Gillette, Turkish Airlines, Ooredoo i Tata Motors, entre d'altres. A més, Messi va ser la imatge de la sèrie de videojocs Pro Evolution Soccer de Konami i va aparèixer a les portades de PES 2009, PES 2010, PES 2011 i PES 2020. Posteriorment va fitxar per l'empresa rival EA Sports per convertir-se en la imatge de la seva sèrie FIFA i des de llavors ha aparegut en quatre portades consecutives, des de FIFA 13 fins a FIFA 16.
La popularitat i la influència mundial de Messi estan ben documentades, figurant el 2011 i 2012 a la llista anual de les persones més influents del món, laTime 100. La seva base de seguidors a la xarxa social Facebook és una de les més grans de totes les figures públiques: a les set hores del seu llançament a l'abril del 2011, la pàgina de Facebook de Messi tenia gairebé set milions de seguidors, i a l'agost de 2021 tenia més de 103 milions de seguidors, la segona més alta per a un esportista després de Cristiano Ronaldo. També té més de 340 milions de seguidors a Instagram, la segona xifra més alta per a un individu i esportista després de Cristiano Ronaldo. Segons una enquesta realitzada el 2014 per l'empresa de recerca esportiva Repucom a 15 mercats internacionals, Messi era familiar per al 87% dels enquestats de tot el món, dels quals el 78% ho percebia favorablement, cosa que el converteix en el segon jugador més reconegut a nivell mundial, per darrere de Ronaldo, i el més simpàtic de tots els jugadors contemporanis. Sobre l'impacte econòmic de Messi en la ciutat on juga, Terry Gibson el va qualificar d'"atracció turística".

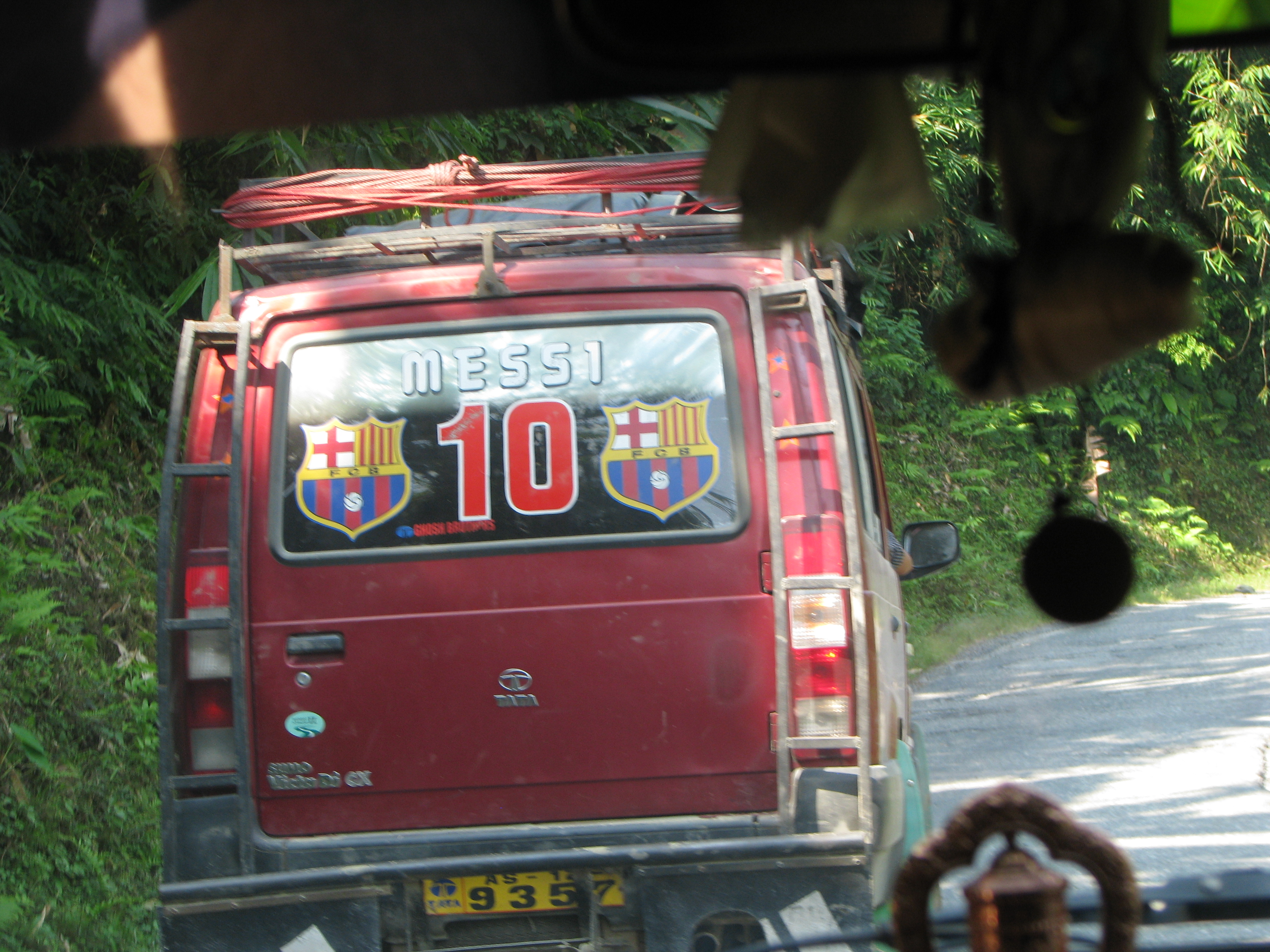
Cotxe indi amb decoracions de Messi

Altres esdeveniments han il·lustrat la presència de Messi a la cultura popular. Una rèplica d'or massís del peu esquerre, de 25 kg de pes i valorada en 5,25 milions de dòlars, es va posar a la venda al Japó el març del 2013 per recaptar fons per a les víctimes del terratrèmol i tsunami de Tōhoku del 2011. Un anunci de Turkish Airlines de 2013 protagonitzat per Messi, en què participa en una competició de selfies amb l'aleshores estrella de Los Angeles Lakers Kobe Bryant, va ser l'anunci més vist a YouTube l'any del seu llançament, rebent 137 milions de visites, i posteriorment va ser votat com el millor anunci de la dècada 2005-15 per commemorar la fundació de YouTube. World Press Photo va seleccionar "The Final Game", una fotografia de Messi davant del trofeu de la Copa del Món després de la derrota final d'Argentina davant Alemanya, com la millor imatge esportiva de 2014. Messi, un documental sobre la seva vida realitzat pel cineasta Álex de la Iglesia, es va estrenar al Festival de Cinema de Venècia l'agost del 2014.
El juny del 2021, Messi va signar un contracte de cinc anys per convertir-se en ambaixador de la marca Hard Rock Cafe. Al maig de 2022, Messi va ser presentat com a ambaixador turístic d'Aràbia Saudita. A causa del pobre historial de drets humans d'Aràbia Saudita, Messi va ser condemnat per acceptar el paper, que va ser vist com un intent de rentat esportiu saudita. L'agost del 2022, Messi va ser instat per la família de Mohammad al-Faraj a intervenir en nom del seu fill després que fos arrestat el 2017 a l'edat de 15 anys per crims contra el règim saudita i s'enfrontés a la pena de mort.

## Estadístiques

### Club
Actualitzat a l'últim partit jugat el 29 de maig de 2025.
| Club | Div.          | Temporada     | Lliga   | Lliga | Lliga   | Copes(1) | Copes(1) | Copes(1) | Internacional(2) | Internacional(2) | Internacional(2) | Total(3) | Total(3) | Total(3) | Mitja golejadora |
| Club | Div.          | Temporada     | Partits | Gols  | Assist. | Partits  | Gols     | Assist.  | Partits          | Gols             | Assist.          | Partits  | Gols     | Assist.  | Mitja golejadora |
| --- | ------------- | ------------- | ------- | ----- | ------- | -------- | -------- | -------- | ---------------- | ---------------- | ---------------- | -------- | -------- | -------- | ---------------- |
| FC Barcelona C · Catalunya | 3.ª           | 2003–04       | 10      | 5     | ?       | —        | —        | —        | —                | —                | —                | 10       | 5        | ?        | 0.5              |
| FC Barcelona C · Catalunya | Total         | Total         | 10      | 5     | ?       | —        | —        | —        | —                | —                | —                | 10       | 5        | ?        | 0.5              |
| FC Barcelona B · Catalunya | 2.ª           | 2003–04       | 5       | 0     | ?       | —        | —        | —        | —                | —                | —                | 5        | 0        | ?        | 0.0              |
| FC Barcelona B · Catalunya | 2.ª           | 2004–05       | 17      | 6     | ?       | —        | —        | —        | —                | —                | —                | 17       | 6        | ?        | 0.4              |
| FC Barcelona B · Catalunya | Total         | Total         | 32      | 11    | ?       | —        | —        | —        | —                | —                | —                | 32       | 11       | ?        | 0.3              |
| FC Barcelona · Catalunya | 1a            | 2004–05       | 7       | 1     | -       | 1        | -        | -        | 1                | -                | -                | 9        | 1        | 0        | 0.11             |
| FC Barcelona · Catalunya | 1a            | 2005–06       | 17      | 6     | 2       | 2        | 1        | -        | 6                | 1                | 1                | 25       | 8        | 3        | 0.32             |
| FC Barcelona · Catalunya | 1a            | 2006–07       | 26      | 14    | 2       | 4        | 2        | 1        | 6                | 1                | -                | 36       | 17       | 3        | 0.47             |
| FC Barcelona · Catalunya | 1a            | 2007–08       | 28      | 10    | 12      | 3        | -        | -        | 9                | 6                | 1                | 40       | 16       | 13       | 0.4              |
| FC Barcelona · Catalunya | 1a            | 2008–09       | 31      | 23    | 11      | 8        | 6        | 1        | 12               | 9                | 5                | 51       | 38       | 17       | 0.75             |
| FC Barcelona · Catalunya | 1a            | 2009–10       | 35      | 34    | 10      | 4        | 3        | -        | 14               | 10               | 1                | 53       | 47       | 11       | 0.89             |
| FC Barcelona · Catalunya | 1a            | 2010–11       | 33      | 31    | 18      | 9        | 10       | 2        | 13               | 12               | 3                | 55       | 53       | 23       | 0.96             |
| FC Barcelona · Catalunya | 1a            | 2011–12       | 37      | 50    | 16      | 9        | 6        | 6        | 14               | 17               | 7                | 60       | 73       | 29       | 1.22             |
| FC Barcelona · Catalunya | 1a            | 2012–13       | 32      | 46    | 12      | 7        | 6        | 1        | 11               | 8                | 2                | 50       | 60       | 15       | 1.2              |
| FC Barcelona · Catalunya | 1a            | 2013–14       | 31      | 28    | 11      | 8        | 5        | 3        | 7                | 8                | -                | 46       | 41       | 14       | 0.89             |
| FC Barcelona · Catalunya | 1a            | 2014–15       | 38      | 43    | 18      | 6        | 5        | 4        | 13               | 10               | 5                | 57       | 58       | 27       | 1.02             |
| FC Barcelona · Catalunya | 1a            | 2015–16       | 33      | 26    | 16      | 7        | 6        | 6        | 9                | 9                | 1                | 49       | 41       | 23       | 0.84             |
| FC Barcelona · Catalunya | 1a            | 2016–17       | 34      | 37    | 9       | 9        | 6        | 5        | 9                | 11               | 2                | 52       | 54       | 16       | 1.04             |
| FC Barcelona · Catalunya | 1a            | 2017–18       | 36      | 34    | 12      | 8        | 5        | 4        | 10               | 6                | 2                | 54       | 45       | 18       | 0.83             |
| FC Barcelona · Catalunya | 1a            | 2018–19       | 34      | 36    | 13      | 6        | 3        | 3        | 10               | 12               | 3                | 50       | 51       | 19       | 1.02             |
| FC Barcelona · Catalunya | 1a            | 2019–20       | 33      | 25    | 21      | 3        | 3        | 1        | 8                | 3                | 3                | 44       | 31       | 25       | 0.7              |
| FC Barcelona · Catalunya | 1a            | 2020–21       | 35      | 30    | 9       | 6        | 3        | 1        | 6                | 5                | 2                | 47       | 38       | 12       | 0.81             |
| FC Barcelona · Catalunya | Total club    | Total club    | 520     | 474   | 192     | 100      | 70       | 38       | 158              | 128              | 38               | 778      | 672      | 268      | 0.86             |
| París Saint-Germain · França | 1a            | 2021-22       | 26      | 6     | 14      | 1        | –        | –        | 7                | 5                | –                | 34       | 11       | 14       | 0.32             |
| París Saint-Germain · França | 1a            | 2022-23       | 32      | 16    | 16      | 2        | 1        | –        | 7                | 4                | 4                | 41       | 21       | 20       | 0.51             |
| París Saint-Germain · França | Total club    | Total club    | 58      | 22    | 30      | 3        | 1        | 0        | 14               | 9                | 4                | 75       | 32       | 34       | 0.43             |
| Inter de Miami · Estats Units | 1a            | 2023          | 6       | 1     | 2       | 1        | 0        | 2        | 7                | 10               | 1                | 14       | 11       | 5        | 0.79             |
| Inter de Miami · Estats Units | 1a            | 2024          | 22      | 21    | 11      | 0        | 0        | 0        | 3                | 2                | 2                | 25       | 23       | 13       | 0.92             |
| Inter de Miami · Estats Units | 1a            | 2025          | 11      | 6     | 2       | 0        | 0        | 0        | 7                | 5                | 1                | 18       | 11       | 3        | 0.61             |
| Inter de Miami · Estats Units | Total club    | Total club    | 39      | 28    | 15      | 1        | 0        | 2        | 17               | 17               | 4                | 57       | 45       | 21       | 0.79             |
| Total carrera | Total carrera | Total carrera | 617     | 524   | 237     | 104      | 71       | 40       | 189              | 154              | 47               | 910      | 749      | 324      | 0.82             |
| (1) Inclou dades de la Copa del Rei, Supercopa d'Espanya, Copa de França i Supercopa de França. (2) Inclou dades de la Lliga de Campions, Supercopa d'Europa i Mundial de Clubs. (3) No inclou gols en partits amistosos. |               |               |         |       |         |          |          |          |                  |                  |                  |          |          |          |                  |

Fonts: Goal.com - Transfermarkt - ESPN - Messi.com

### Internacional
Actualitzat a l'últim partit jugat el 19 de novembre de 2024.
| Selecció         | Any           | Oficials | Oficials | Amistós | Amistós | Total   | Total |
| Selecció         | Any           | Partits  | Gols     | Partits | Gols    | Partits | Gols  |
| ---------------- | ------------- | -------- | -------- | ------- | ------- | ------- | ----- |
| Argentina Sub-20 | 2004          | —        | —        | 2       | 3       | 2       | 3     |
| Argentina Sub-20 | 2005          | 16       | 11       | —       | —       | 16      | 11    |
| Argentina Sub-20 | Total         | 16       | 11       | 2       | 3       | 18      | 14    |
| Argentina Sub-23 | 2008          | 5        | 2        | —       | —       | 5       | 2     |
| Argentina Sub-23 | Total         | 5        | 2        | —       | —       | 5       | 2     |
| Argentina        | 2005          | 3        | 0        | 2       | 0       | 5       | 0     |
| Argentina        | 2006          | 3        | 1        | 4       | 1       | 7       | 2     |
| Argentina        | 2007          | 10       | 4        | 4       | 2       | 14      | 6     |
| Argentina        | 2008          | 6        | 1        | 2       | 1       | 8       | 2     |
| Argentina        | 2009          | 8        | 1        | 2       | 2       | 10      | 3     |
| Argentina        | 2010          | 5        | 0        | 5       | 2       | 10      | 2     |
| Argentina        | 2011          | 8        | 2        | 5       | 2       | 13      | 4     |
| Argentina        | 2012          | 5        | 5        | 4       | 7       | 9       | 12    |
| Argentina        | 2013          | 5        | 3        | 2       | 3       | 7       | 6     |
| Argentina        | 2014          | 7        | 4        | 7       | 4       | 14      | 8     |
| Argentina        | 2015          | 6        | 1        | 2       | 3       | 8       | 4     |
| Argentina        | 2016          | 7        | 6        | 1       | 0       | 8       | 6     |
| Argentina        | 2017          | 5        | 4        | 2       | 0       | 7       | 4     |
| Argentina        | 2018          | 4        | 1        | 1       | 3       | 5       | 4     |
| Argentina        | 2019          | 6        | 1        | 4       | 4       | 10      | 5     |
| Argentina        | 2020          | 4        | 1        | 0       | 0       | 4       | 1     |
| Argentina        | 2021          | 16       | 9        | 0       | 0       | 16      | 9     |
| Argentina        | 2022          | 10       | 8        | 4       | 10      | 14      | 18    |
| Argentina        | 2023          | 3        | 3        | 3       | 5       | 6       | 8     |
| Argentina        | 2024          | 9        | 4        | 2       | 2       | 11      | 6     |
| Argentina        | Total         | 135      | 61       | 56      | 51      | 191     | 112   |
| Total carrera    | Total carrera | 156      | 74       | 58      | 54      | 213     | 128   |

### Rècords
- Pitxitxi històric de la Lliga amb 50 gols.
- Rècord Mundial, 19 partits consecutius marcant gol en una lliga de futbol de primera divisió.
- Rècords de gols en un any natural. (91 gols)
- Rècord històric d'assistències a la Lliga amb 106.[200]
- Jugador que té més pilotes d'or.

## Palmarès

### Campionats internacionals
| Títol                              | Equip (*)        | País         | Any  |
| ---------------------------------- | ---------------- | ------------ | ---- |
| Campionat del Món de Futbol sub-20 | Argentina sub-20 | Argentina    | 2005 |
| Lliga de Campions de la UEFA       | FC Barcelona     | Catalunya    | 2006 |
| Or olímpic                         | Argentina sub-23 | Argentina    | 2008 |
| Lliga de Campions de la UEFA       | FC Barcelona     | Catalunya    | 2009 |
| Supercopa d'Europa                 | FC Barcelona     | Catalunya    | 2009 |
| Campionat Mundial de Clubs         | FC Barcelona     | Catalunya    | 2009 |
| Lliga de Campions de la UEFA       | FC Barcelona     | Catalunya    | 2011 |
| Supercopa d'Europa                 | FC Barcelona     | Catalunya    | 2011 |
| Campionat Mundial de Clubs         | FC Barcelona     | Catalunya    | 2011 |
| Lliga de Campions de la UEFA       | FC Barcelona     | Catalunya    | 2015 |
| Supercopa d'Europa                 | FC Barcelona     | Catalunya    | 2015 |
| Campionat Mundial de Clubs         | FC Barcelona     | Catalunya    | 2015 |
| Copa Amèrica                       | Argentina        | Argentina    | 2021 |
| Copa de Campions Conmebol-UEFA     | Argentina        | Argentina    | 2022 |
| Copa del Món                       | Argentina        | Argentina    | 2022 |
| Leagues Cup                        | Inter de Miami   | Estats Units | 2023 |
| Copa Amèrica                       | Argentina        | Argentina    | 2024 |

(*) Incloent la selecció

### Campionats estatals
| Títol               | Club                | País         | Any  |
| ------------------- | ------------------- | ------------ | ---- |
| Lliga espanyola     | FC Barcelona        | Catalunya    | 2005 |
| Supercopa d'Espanya | FC Barcelona        | Catalunya    | 2005 |
| Lliga espanyola     | FC Barcelona        | Catalunya    | 2006 |
| Supercopa d'Espanya | FC Barcelona        | Catalunya    | 2006 |
| Copa del Rei        | FC Barcelona        | Catalunya    | 2009 |
| Lliga espanyola     | FC Barcelona        | Catalunya    | 2009 |
| Supercopa d'Espanya | FC Barcelona        | Catalunya    | 2009 |
| Lliga espanyola     | FC Barcelona        | Catalunya    | 2010 |
| Supercopa d'Espanya | FC Barcelona        | Catalunya    | 2010 |
| Lliga espanyola     | FC Barcelona        | Catalunya    | 2011 |
| Supercopa d'Espanya | FC Barcelona        | Catalunya    | 2011 |
| Copa del Rei        | FC Barcelona        | Catalunya    | 2012 |
| Lliga espanyola     | FC Barcelona        | Catalunya    | 2013 |
| Supercopa d'Espanya | FC Barcelona        | Catalunya    | 2013 |
| Lliga espanyola     | FC Barcelona        | Catalunya    | 2015 |
| Copa del Rei        | FC Barcelona        | Catalunya    | 2015 |
| Lliga espanyola     | FC Barcelona        | Catalunya    | 2016 |
| Copa del Rei        | FC Barcelona        | Catalunya    | 2016 |
| Supercopa d'Espanya | FC Barcelona        | Catalunya    | 2016 |
| Copa del Rei        | FC Barcelona        | Catalunya    | 2017 |
| Copa del Rei        | FC Barcelona        | Catalunya    | 2018 |
| Lliga espanyola     | FC Barcelona        | Catalunya    | 2018 |
| Supercopa d'Espanya | FC Barcelona        | Catalunya    | 2018 |
| Lliga espanyola     | FC Barcelona        | Catalunya    | 2019 |
| Copa del Rei        | FC Barcelona        | Catalunya    | 2021 |
| Ligue 1             | Paris Saint-Germain | França       | 2022 |
| Supercopa francesa  | Paris Saint-Germain | França       | 2022 |
| Ligue 1             | Paris Saint-Germain | França       | 2023 |
| Supporters' Shield  | Inter de Miami      | Estats Units | 2024 |

### Distincions individuals
| Premi |                                              | Any |
| --- | -------------------------------------------- | --- |
| Pilota d'Or en el Mundial sub-20                                                                                                   | FIFA                                         | 2005 |
| Bota d'Or en el Mundial sub-20 | FIFA                                         | 2005 |
| Premi Eurochampion | Família Pozzo                                | 2005 |
| Premi Golden Boy | Tuttosport                                   | 2005 |
| Olimpia de plata al Futbolista de l'any a l'Argentina                                                                              | Círculo de Periodistas Deportivos            | 2005, 2007, 2008, 2009 (estranger), 2010 (estranger), 2011 (estranger), 2012 (estranger), 2013 (estranger), 2015 (estranger), 2016 (estranger), 2017 (estranger), 2019, 2020, 2021 |
| Premi Clarín a la Revelació de l'Any                                                                                               | Clarín                                       | 2005 |
| FIFPro Promesa de l'any | FIFPro                                       | 2006 |
| FIFPro Jugador jove de l'any (escollit pel comité de premis)                                                                       | FIFPro                                       | 2006, 2007, 2008 |
| Millor jugador jove de l'any per World Soccer                                                                                      | World Soccer                                 | 2006, 2007, 2008 |
| ESM Equip del Mes | European Sports Media (ESM)                  | 2006 (3 vegades), 2007 (2 vegades), 2008 (4 vegades), 2009 (6 vegades), 2010 (6 vegades), 2011 (8 vegades), 2012 (9 vegades), 2013 (7 vegades), 2014 (3 vegades), 2015 (7 vegades), 2016 (2 vegades), 2017 (4 vegades), 2018 (8 vegades), 2019 (8 vegades), 2020 (4 vegades), 2021 (2 vegades) |
| ESM Equip de l'Any | European Sports Media (ESM)                  | 2006, 2008, 2009, 2010, 2011, 2012, 2013, 2014, 2016, 2017, 2018, 2019, 2020 |
| Millor Gol de l'Any segons la UEFA                                                                                                 | UEFA                                         | 2007 |
| Premi Don Balón al millor jugador estranger de la lliga                                                                            | Don Balón                                    | 2007, 2009, 2010 |
| FIFPro Jugador jove de l'any (escollit pels fans - conegut com "Special Young Player of the Year")                                 | FIFPro                                       | 2007, 2008 |
| Millor jugador jove de la Copa Amèrica                                                                                             | CONMEBOL                                     | 2007 |
| Trofeu EFE | Agència EFE                                  | 2007, 2009, 2010, 2011, 2012 |
| FIFA FIFPro World XI | FIFA i FIFPro                                | 2007, 2008, 2009, 2010, 2011, 2012, 2013, 2014, 2015, 2016, 2017, 2018, 2019, 2020, 2021 |
| Trofeu Bravo | Guerin Sportivo                              | 2007 |
| Copa Amèrica Onze Ideal | CONMEBOL                                     | 2007, 2015, 2016, 2021 |
| Premi Clarín Consagració del fútbol estranger                                                                                      | Clarín                                       | 2007 |
| Deportista del Año de SI Latino | SI Latino                                    | 2007 |
| Millor jugador dels Jocs Olímpics de Pequín                                                                                        |                                              | 2008 |
| Màxim assistent als Jocs Olímpics de Pequín.                                                                                       |                                              | 2008 |
| Equip de l'any de la UEFA | UEFA                                         | 2008, 2009, 2010, 2011, 2012, 2014, 2015, 2016, 2017, 2018, 2019, 2020 |
| Premi Protagonistas del Deporte | Emisores de Radio                            | 2008 |
| Premi Nacional del Deporte 2007 | Consejo Superior de Deportes                 | 2008 |
| Onze d'argent | Onze Mondial                                 | 2008, 2017, 2019 |
| Trofeu Comunitat Iberoamericana |                                              | 2008 |
| Pilota d'Or | France Football                              | 2009, 2019, 2021 |
| FIFA World Player | FIFA                                         | 2009 |
| FIFPro Millor jugador de l'any | FIFPro                                       | 2009, 2010 |
| Futbolista de l'Any de Clubs de la UEFA                                                                                            | UEFA                                         | 2009 |
| Davanter de l'Any de Clubs de la UEFA                                                                                              | UEFA                                         | 2009, 2019 |
| Equip de l'any de la UEFA (Lliga de Campions)                                                                                      | UEFA                                         | 2009, 2011, 2015, 2016, 2017, 2018, 2019, 2020, 2021 |
| Màxim golejador de la Lliga de Campions de la UEFA                                                                                 | UEFA                                         | 2009, 2010, 2011, 2012, 2015, 2019 |
| Trofeo Champions Número 1 | Marca i Gazzetta dello Sport                 | 2009 |
| Onze d'or | Onze Mondial                                 | 2009, 2011, 2012, 2018 |
| Premi LFP al millor jugador de la lliga                                                                                            | Liga de Fútbol Profesional (LFP)             | 2009, 2010, 2011, 2012, 2013, 2015, 2017, 2018, 2019 |
| Premi LFP al millor davanter de la lliga                                                                                           | Liga de Fútbol Profesional (LFP)             | 2009, 2010, 2011, 2012, 2013, 2015, 2016, 2017, 2018, 2019, 2021 |
| Trofeu Alfredo Di Stéfano | Marca                                        | 2009, 2010, 2011, 2012, 2015, 2017, 2018, 2019 |
| Màxim golejador de la Supercopa d'Espanya                                                                                          |                                              | 2009, 2010, 2011, 2012 |
| Futbolista actiu més popular del món de la Federació Internacional d'Història i Estadística de Futbol                              | IFFHS                                        | 2009 |
| Millor jugador de l'any per World Soccer                                                                                           | World Soccer                                 | 2009, 2011, 2015 |
| Premi millor atleta llatí ESPY | ESPN                                         | 2009 |
| Marca Leyenda | Marca                                        | 2009 |
| Onze Ideal de la Dècada per The Sun                                                                                                | The Sun                                      | 2009 |
| Futbolista de l'any per People | People                                       | 2009 |
| Millor jugador de la Lliga de campions de 2008-09                                                                                  | UEFA                                         | 2009 |
| Equip de l'any de la L'Équipe | L'Équipe                                     | 2009, 2010, 2011, 2012, 2013, 2014, 2015, 2016, 2017, 2018 |
| Millor gol de l'any a la Lliga de campions 2008-09                                                                                 | UEFA                                         | 2009 |
| Pilota d'Or al Millor Jugador del Mundial de clubs                                                                                 | FIFA                                         | 2009, 2011 |
| Premi Toyota al Millor Jugador del Mundial de clubs                                                                                |                                              | 2009, 2011 |
| El País King of European Soccer | El País                                      | 2009, 2010, 2011, 2012 |
| Premi al millor jugador del Món per Goal 50                                                                                        | Goal 50                                      | 2009, 2011, 2013, 2015 |
| 100 millors futbolistes del món per FourFourTwo                                                                                    | FourFourTwo                                  | 2009, 2010, 2011, 2012, 2015, 2017, 2018,2019 |
| Jugador del partit Mundial | FIFA                                         | 2010 (1 vegada), 2014 (4 vegades), 2018 (1 vegada) |
| FIFA Pilota d'Or | FIFA i France Football                       | 2010, 2011, 2012, 2015 |
| Màxim golejador de la lliga espanyola de futbol (Pitxitxi)                                                                         | Marca                                        | 2010, 2012, 2013, 2017, 2018, 2019, 2020, 2021 |
| Bota d'Or | European Sports Media (ESM)                  | 2010, 2012, 2013, 2017, 2018, 2019 |
| Equip de l'any de la UEFA (la lliga)                                                                                               | UEFA                                         | 2010, 2011, 2012, 2013, 2014, 2015, 2016, 2017, 2018, 2019, 2020 |
| Soccer All-Decade Team per Sports Illustrated                                                                                      | Sports Illustrated                           | 2010 |
| Trofeu Gol Televisión | Gol Televisión                               | gener 2010, març 2010, maig 2010, novembre 2010, desembre 2010, febrer 2011, setembre 2011, febrer 2012, març 2012, abril 2012, maig 2012, octubre 2012, novembre 2012, desembre 2012, febrer 2013, març 2013, setembre 2013, febrer 2014, març 2014, gener 2015, febrer 2015, març 2015       |
| Onze Ideal del L'Equipe |                                              | 2010 |
| Premi Konex de Platí | Fundació Konex                               | 2010, 2020 |
| Onze Ideal de la Dècada per Don Balón                                                                                              | Don Balón                                    | 2010 |
| Ambaixador de bona voluntat d'UNICEF                                                                                               | UNICEF                                       | 2010 |
| Trofeu Aldo Rovira |                                              | 2010, 2011, 2013, 2015, 2017, 2018 |
| Equip de l'any de la Lliga per UEFA                                                                                                | UEFA                                         | 2010, 2011, 2012, 2013, 2014, 2015, 2016, 2017, 2018, 2019, 2020 |
| Premi al Millor Jugador de la UEFA                                                                                                 | UEFA                                         | 2011, 2015 |
| Màxim golejador de la Copa del Rei                                                                                                 |                                              | 2011. 2014, 2016, 2017 |
| Premi al millor golejador internacional de l'any de la Federació Internacional d'Història i Estadística de Futbol                  | IFFHS                                        | 2011, 2012 |
| Màxim assistent de la lliga espanyola                                                                                              |                                              | 2011, 2012, 2016, 2019 |
| Millor gol de la lliga espanyola                                                                                                   |                                              | 2011 |
| Bota d'Or al Màxim golejador del Mundial de clubs                                                                                  | FIFA                                         | 2011 |
| Millor jugador de la final de la Lliga de Campions                                                                                 | UEFA                                         | 2011 |
| Atleta de l'any per La Gazzetta dello Sport                                                                                        | La Gazzetta dello Sport                      | 2011 |
| Campió dels Campions a l'Équipe | l'Équipe                                     | 2011 |
| Onze ideal Europeu per Sports Illustrated                                                                                          | Sports Illustrated                           | 2011 |
| Onze Ideal per L'Equipe | L'Equipe                                     | 2011 |
| Olimpia de oro (Atleta de l'any a l'Argentina)                                                                                     | Círculo de Periodistas Deportivos            | 2011, 2021 |
| Màxim golejador de l'any de la UEFA                                                                                                | UEFA                                         | 2011, 2012 |
| Patrimoni Esportiu de la Humanitat                                                                                                 | Bureau Internacional de Capitales Culturales | 2011 |
| Personalitat Destacada de l'Esport per la Legislatura de la Ciutat de Buenos Aires                                                 |                                              | 2011 |
| Millor mitjana global de vots en línia a la Persona de l'Any de la Revista Time                                                    | Revista Time                                 | 2011 |
| Millor atleta llatinoamericà de l'any per Prensa Latina                                                                            | Prensa Latina                                | 2011 |
| Màxim golejador de la història de la Supercopa d'Espanya                                                                           |                                              | 2011 |
| Premi Clarín a la Consagració d'Or                                                                                                 | Clarín                                       | 2011 |
| Atleta de l'any per Yediot Aharonot                                                                                                | Yediot Aharonot                              | 2011 |
| Ciutadà Il·lustre de la Ciutat de Rosario                                                                                          |                                              | 2011 |
| Ambaixador de la Ciutat de Rosario                                                                                                 |                                              | 2011 |
| Jugador de partit de la Copa Amèrica                                                                                               | CONMEBOL                                     | 2011 (2 vegades), 2015 (3 vegades), 2016 (vegades), 2019 (1 vegada), 2021 (4 vegades) |
| Màxim golejador de la Supercopa d'Europa                                                                                           |                                              | 2011, 2015 |
| Premi al millor golejador mundial de Primera Divisió de la Federació Internacional d'Història i Estadística de Futbol              | IFFHS                                        | 2012, 2013, 2017, 2018 |
| Premi millor atleta internacional ESPY                                                                                             | ESPN                                         | 2012, 2015, 2019 |
| Màxim assistent de la Lliga de Campions                                                                                            |                                              | 2012, 2015 |
| Premi al millor golejador del món de la Federació Internacional d'Història i Estadística de Futbol                                 | IFFHS                                        | 2012, 2016 |
| Millor jugador de la història per Sports Illustrated                                                                               | Sports Illustrated                           | 2012 |
| 100 millors futbolistes del món per The Guardian                                                                                   | The Guardian                                 | 2012, 2013, 2015, 2017, 2019 |
| Màxim golejador de la història del FC Barcelona en partits oficials                                                                |                                              | 2012 |
| Màxim golejador del FC Barcelona a la Lliga Espanyola en una sola temporada                                                        |                                              | 2012 |
| Rècord europeu de més gols oficials en una sola temporada                                                                          |                                              | 2012 |
| Rècord mundial de més gols oficials en una sola temporada                                                                          |                                              | 2012 |
| Rècord mundial de més gols oficials en una any natural                                                                             |                                              | 2012 |
| Millor jugador del món per UOL Esporte                                                                                             | UOL Esporte                                  | 2012 |
| Millor jugador del món per Kicker                                                                                                  | Kicker                                       | 2012, 2016, 2017, 2019 |
| Millor XI de tots els temps per World Soccer                                                                                       | World Soccer                                 | 2013, 2019 |
| Sensació Esportiva de l'Any per Telemundo                                                                                          | Telemundo                                    | 2013 |
| Pilota d'Or Adidas (Pilota d'Or al Millor Jugador del Mundial)                                                                     | FIFA                                         | 2014 |
| Equip de les Estrelles Mastercard                                                                                                  | FIFA                                         | 2014 |
| Millor futbolista de tots els temps per Marca                                                                                      | Marca                                        | 2014 |
| Màxim golejador de la història de la lliga espanyola                                                                               |                                              | 2015- |
| Pilota d'Argent al Segon millor Jugador del Mundial de clubs                                                                       |                                              | 2015 |
| Premi LFP al Equip de la temporada de la lliga                                                                                     | Lliga de Futbol Professional (LFP)           | 2015, 2016 |
| Premi al millor creador de joc del món de la Federació Internacional d'Història i Estadística de Futbol                            | IFFHS                                        | 2015, 2016, 2017, 2019 |
| Premi al millor jugador de l'any pels Globe Soccer Awards                                                                          | EFAA                                         | 2015 |
| Ranking CIES (FIFA) | FIFA                                         | 2015, 2016, 2017, 2018, 2019 |
| 100 millors futbolistes de l'any per L'Équipe                                                                                      | L'Équipe                                     | 2015 |
| 100 jugadors de l'any per Sky Sports                                                                                               | Sky Sports                                   | 2015, 2016, 2017, 2018 |
| UEFA.com Gol de la temporada | UEFA                                         | 2015, 2016, 2019 |
| Millor jugador de la Copa Amèrica                                                                                                  | CONMEBOL                                     | 2015, 2021 |
| Jugador del Mes de La Liga |                                              | gener 2016, abril 2017, abril 2018, setembre 2018, març 2019, novembre 2019, febrer 2020, febrer 2021 |
| 100 millor davanter per ESPN FC | ESPN FC                                      | 2016, 2017, 2018, 2019, 2020, 2021 |
| Premi Barça Jugadors | Futbol Club Barcelona                        | 2016 |
| Inauguració d'una estàtua de Messi a Buenos Aires                                                                                  |                                              | 2016 |
| Marca 100 |                                              | 2017, 2018, 2019 |
| Millor jugador de tots els temps per Voetbal International                                                                         | Voetbal International                        | 2017 |
| Millor jugador de la història de La Lliga per CIHEFE                                                                               | CIHEFE                                       | 2017, 2020 |
| Millor jugador de tots els temps per Sportbible.com                                                                                | Sportbible.com                               | 2017 |
| Equip de l'any de la Federació Internacional d'Història i Estadística de Futbol                                                    | IFFHS                                        | 2017,2018, 2019, 2020, 2021 |
| Millor jugador de la història de La Lliga per LFP                                                                                  | Lliga de Futbol Professional (LFP)           | 2019 |
| The Best FIFA Men's Player | FIFA                                         | 2019, 2022 |
| Ranking CIES (FIFA) al millor jugador de la dècada                                                                                 | FIFA                                         | 2019 |
| Davanter de la temporada de la Lliga de Campions                                                                                   | UEFA                                         | 2019 |
| Jugador amb més victòries a la història de la liga espanyola                                                                       |                                              | 2019- |
| Premi Laureus World Sports a l'esportista de l'any                                                                                 |                                              | 2019 |
| Creu de Sant Jordi | Generalitat de Catalunya                     | 2019 |
| Inauguració de l'espectacle Messi10 by Cirque du Soleil                                                                            |                                              | 2019 |
| Inauguració d'un circuit turístic propi a la seva ciutat natal Rosario                                                             |                                              | 2019 |
| Millor jugador del segle XXI per The Independent                                                                                   | The Independent                              | 2019 |
| Millor jugador de la dècada per USA Today                                                                                          | USA Today                                    | 2019 |
| Millor jugador de la dècada per Givemesport.com                                                                                    | Givemesport.com                              | 2019 |
| Millor jugador de la dècada per The Telegraph                                                                                      | The Telegraph                                | 2019 |
| Millor jugador de la dècada del FC Barcelona per Fox Sports                                                                        | Fox Sport                                    | 2019 |
| Millor jugador de la dècada del FC Barcelona per Fox Sports                                                                        | Fox Sport                                    | 2019 |
| Atleta de la dècada per Sport | Sport                                        | 2019 |
| Millor golejador de la història de LaLiga per As                                                                                   | As                                           | 2019 |
| Onze Ideal de la Dècada per France Football                                                                                        | France Football                              | 2019 |
| Onze Ideal de la Dècada per Goal                                                                                                   | Goal                                         | 2019 |
| Onze Ideal de la Dècada per Thescore.com                                                                                           | Thescore.com                                 | 2019 |
| Onze Ideal de la Dècada per Business Insider                                                                                       | Business Insider                             | 2019 |
| Equip de la dècada de la Lliga de Campions per Thefootballfaithful.com                                                             | Thefootballfaithful.com                      | 2019 |
| Equip del segle XXI de la UEFA | UEFA                                         | 2019 |
| Millor gol de la temporada dels observadors tècnics de la UEFA                                                                     | UEFA                                         | 2020 |
| Millor jugador dels últims 25 anys per FourFourTwo                                                                                 | FourFourTwo                                  | 2020 |
| Dream Team de la Pilota d'Or | France Football                              | 2020 |
| Campió de la Pau |                                              | 2020 |
| Premi Konex de Brillant | Fundació Konex                               | 2020 |
| Premi al millor jugador del món de la dècada de la Federació Internacional d'Història i Estadística de Futbol                      | IFFHS                                        | 2020 |
| Premi al millor jugador de la dècada CONMEBOL de la Federació Internacional d'Història i Estadística de Futbol                     | IFFHS                                        | 2020 |
| Premi al millor creador de joc del món de tots els temps de la Federació Internacional d'Història i Estadística de Futbol          | IFFHS                                        | 2020 |
| Premi al millor creador de joc del món de la dècada de la Federació Internacional d'Història i Estadística de Futbol               | IFFHS                                        | 2020 |
| Premi al millor golejador mundial de Primera Divisió de la dècada de la Federació Internacional d'Història i Estadística de Futbol | IFFHS                                        | 2020 |
| Equip de la dècada del món de la Federació Internacional d'Història i Estadística de Futbol                                        | IFFHS                                        | 2020 |
| Equip de la dècada CONMEBOL de la Federació Internacional d'Història i Estadística de Futbol                                       | IFFHS                                        | 2020 |
| Millor jugador de la final de la Copa del Rei                                                                                      |                                              | 2021 |
| Màxim golejador de la Copa Amèrica                                                                                                 |                                              | 2021 |
| Màxim assistent de la Copa Amèrica                                                                                                 |                                              | 2021 |
| Jugador amb més partits de la Copa Amèrica                                                                                         |                                              | 2021- |
| Dream Team de tots els temps del món de la Federació Internacional d'Història i Estadística de Futbol                              | IFFHS                                        | 2021 |
| Dream Team de tots els temps Sud-amèrica de la Federació Internacional d'Història i Estadística de Futbol                          | IFFHS                                        | 2021 |
| Premi al millor creador de joc en CONMEBOL de la Federació Internacional d'Història i Estadística de Futbol                        | IFFHS                                        | 2021 |
| 11 de Llegendes per As | As                                           | 2021 |
| Millor jugador del Finalissima |                                              | 2022 |
| 100 millors jugadors del segle XXI per FourFourTwo                                                                                 | FourFourTwo                                  | 2022 |
| Pilota d'Or | FIFA                                         | 2023 |
| Medalla Presidencial de la Llibertat                                                                                               | President dels Estats Units                  | 2025 |

## Curiositats
- Hom creu que una besàvia de Leo Messi era de Blancafort, aleshores un poble del comú de Tragó de Noguera, i el besavi de Bellcaire d'Urgell, immigrants a l'Argentina.[251][252]
- Amb 11 anys se li va diagnosticar una deficiència a la hormona del creixement. River Plate es va interessar en ell però no li podia pagar el tractament. Aleshores, Carles Rexach, director esportiu del FC Barcelona el va fitxar i li va pagar el tractament. El contracte es va signar en un tovalló de paper.

## Procés judicial
El juny de 2013, la fiscalia de delictes econòmics de Barcelona va presentar una querella contra Messi a qui acusaven d'haver defraudat 4,1 milions d'euros a Hisenda entre 2007 i 2009, amb el coneixement i influència del seu pare (Jorge Horacio Messi). Com a mesura, Messi abonà una declaració complementària de 10 milions d'euros aquell mateix juny, corresponent als exercicis 2010 i 2011, i al setembre del mateix any també, pagà 5 milions més d'euros, els 4,1 de la quota presumptament defraudada i la resta pels interessos derivats. El setembre de 2013 Messi declarà als jutjats de Gavà. "No em llegia els contractes ni els papers que firmava", digué Messi al jutge. "Signo el que em diu el meu pare que signi, no miro ni pregunto res. Si ho diu el meu pare ho signo amb els ulls tancats." El 4 de maig de 2014, informaren a Messi que hauria de pagar més de 35 milions d'euros per superar l'actual inspecció judicial dels seus comptes. El 28 de juliol següent, la petició de la fiscalia d'arxivar la imputació pels tres delictes fiscals fou rebutjada pel jutge instructor. El jutge Manuel Alcover dictà l'octubre de 2016 l'obertura d'un judici oral pels tres presumptes delictes de frau fiscal comesos per pare i fill.
L'advocada de l'Estat, Marta Silva de Lapuerta, filla de l'exministre franquista Federico Silva, neboda d'un extresorer del Partit Popular implicat en el cas Gürtel, directora dels serveis jurídics de l'Estat i exdirectiva del Reial Madrid durant la primera etapa de Florentino Pérez, gràcies a la seva amistat amb el qual va tenir un càrrec en la constructora Sacyr, va demanar una pena de 22 mesos i 15 dies de presó. El judici es va celebrar el juny de 2016 a la sala polivalent de l'Audiència de Barcelona. El 6 de juliol de 2016 l'Audiència de Barcelona condemna a Messi i al seu pare a 21 mesos de presó per tres delictes fiscals. El tribunal els ha imposat un impost de pena de 7 mesos de presó per cada frau a hisenda pública comesos entre 2007, 2008 i 2009.
Els advocats de Leo Messi i Jorge Messi varen considerar la sentència dictaminada per l'Audiència de Barcelona com a "no correcta" i per aquest motiu varen interposar un recurs al Tribunal Suprem.

## Arbre genealògic
| Angelo Messi Catena  | Angelo Messi Catena  | Angelo Messi Catena  | Angelo Messi Catena  | Angelo Messi Catena  | Angelo Messi Catena  |                    |                    | María Latini Donati | María Latini Donati | María Latini Donati | María Latini Donati | María Latini Donati       | María Latini Donati       |                           |                           | Ramón Pérez Llobera       | Ramón Pérez Llobera       | Ramón Pérez Llobera   | Ramón Pérez Llobera   | Ramón Pérez Llobera    | Ramón Pérez Llobera    |                                |                                | María Solé Font                | María Solé Font                | María Solé Font                | María Solé Font                | María Solé Font      | María Solé Font      |                           |                           |                                |                                |                                |                                |                                |                                |                         |                         |                         |                         |                         |                         |           |           |                          |                          |                          |                          |                          |                          |  |  |                            |                            |                            |                            |                            |                            |  |  |
| Angelo Messi Catena  | Angelo Messi Catena  | Angelo Messi Catena  | Angelo Messi Catena  | Angelo Messi Catena  | Angelo Messi Catena  |                    |                    | María Latini Donati | María Latini Donati | María Latini Donati | María Latini Donati | María Latini Donati       | María Latini Donati       |                           |                           | Ramón Pérez Llobera       | Ramón Pérez Llobera       | Ramón Pérez Llobera   | Ramón Pérez Llobera   | Ramón Pérez Llobera    | Ramón Pérez Llobera    |                                |                                | María Solé Font                | María Solé Font                | María Solé Font                | María Solé Font                | María Solé Font      | María Solé Font      |                           |                           |                                |                                |                                |                                |                                |                                |                         |                         |                         |                         |                         |                         |           |           |                          |                          |                          |                          |                          |                          |  |  |                            |                            |                            |                            |                            |                            |  |  |
|                      |                      |                      |                      |                      |                      |                    |                    |                     |                     |                     |                     |                           |                           |                           |                           |                           |                           |                       |                       |                        |                        |                                |                                |                                |                                |                                |                                |                      |                      |                           |                           |                                |                                |                                |                                |                                |                                |                         |                         |                         |                         |                         |                         |           |           |                          |                          |                          |                          |                          |                          |  |  |                            |                            |                            |                            |                            |                            |  |  |
|                      |                      |                      |                      |                      |                      |                    |                    |                     |                     |                     |                     |                           |                           |                           |                           |                           |                           |                       |                       |                        |                        |                                |                                |                                |                                |                                |                                |                      |                      |                           |                           |                                |                                |                                |                                |                                |                                |                         |                         |                         |                         |                         |                         |           |           |                          |                          |                          |                          |                          |                          |  |  |                            |                            |                            |                            |                            |                            |  |  |
| Aniceto Messi Latini | Aniceto Messi Latini | Aniceto Messi Latini | Aniceto Messi Latini | Aniceto Messi Latini | Aniceto Messi Latini |                    |                    | Santa Baro          | Santa Baro          | Santa Baro          | Santa Baro          | Santa Baro                | Santa Baro                |                           |                           | José Pérez Solé           | José Pérez Solé           | José Pérez Solé       | José Pérez Solé       | José Pérez Solé        | José Pérez Solé        |                                |                                | Rosa Mateu Gesé                | Rosa Mateu Gesé                | Rosa Mateu Gesé                | Rosa Mateu Gesé                | Rosa Mateu Gesé      | Rosa Mateu Gesé      |                           |                           | Pedro Olivera                  | Pedro Olivera                  | Pedro Olivera                  | Pedro Olivera                  | Pedro Olivera                  | Pedro Olivera                  |                         |                         | Emilia xx               | Emilia xx               | Emilia xx               | Emilia xx               | Emilia xx | Emilia xx |                          |                          |                          |                          |                          |                          |  |  |                            |                            |                            |                            |                            |                            |  |  |
| Aniceto Messi Latini | Aniceto Messi Latini | Aniceto Messi Latini | Aniceto Messi Latini | Aniceto Messi Latini | Aniceto Messi Latini |                    |                    | Santa Baro          | Santa Baro          | Santa Baro          | Santa Baro          | Santa Baro                | Santa Baro                |                           |                           | José Pérez Solé           | José Pérez Solé           | José Pérez Solé       | José Pérez Solé       | José Pérez Solé        | José Pérez Solé        |                                |                                | Rosa Mateu Gesé                | Rosa Mateu Gesé                | Rosa Mateu Gesé                | Rosa Mateu Gesé                | Rosa Mateu Gesé      | Rosa Mateu Gesé      |                           |                           | Pedro Olivera                  | Pedro Olivera                  | Pedro Olivera                  | Pedro Olivera                  | Pedro Olivera                  | Pedro Olivera                  |                         |                         | Emilia xx               | Emilia xx               | Emilia xx               | Emilia xx               | Emilia xx | Emilia xx |                          |                          |                          |                          |                          |                          |  |  |                            |                            |                            |                            |                            |                            |  |  |
|                      |                      |                      |                      |                      |                      |                    |                    |                     |                     |                     |                     |                           |                           |                           |                           |                           |                           |                       |                       |                        |                        |                                |                                |                                |                                |                                |                                |                      |                      |                           |                           |                                |                                |                                |                                |                                |                                |                         |                         |                         |                         |                         |                         |           |           |                          |                          |                          |                          |                          |                          |  |  |                            |                            |                            |                            |                            |                            |  |  |
|                      |                      |                      |                      | Eusebio Messi Baro   | Eusebio Messi Baro   | Eusebio Messi Baro | Eusebio Messi Baro | Eusebio Messi Baro  | Eusebio Messi Baro  |                     |                     |                           |                           |                           |                           |                           |                           |                       |                       | Rosa María Pérez Mateu | Rosa María Pérez Mateu | Rosa María Pérez Mateu         | Rosa María Pérez Mateu         | Rosa María Pérez Mateu         | Rosa María Pérez Mateu         |                                |                                | Antonio Cuccittini   | Antonio Cuccittini   | Antonio Cuccittini        | Antonio Cuccittini        | Antonio Cuccittini             | Antonio Cuccittini             |                                |                                | Celia R. Olivera               | Celia R. Olivera               | Celia R. Olivera        | Celia R. Olivera        | Celia R. Olivera        | Celia R. Olivera        |                         |                         |           |           |                          |                          |                          |                          |                          |                          |  |  |                            |                            |                            |                            |                            |                            |  |  |
|                      |                      |                      |                      | Eusebio Messi Baro   | Eusebio Messi Baro   | Eusebio Messi Baro | Eusebio Messi Baro | Eusebio Messi Baro  | Eusebio Messi Baro  |                     |                     |                           |                           |                           |                           |                           |                           |                       |                       | Rosa María Pérez Mateu | Rosa María Pérez Mateu | Rosa María Pérez Mateu         | Rosa María Pérez Mateu         | Rosa María Pérez Mateu         | Rosa María Pérez Mateu         |                                |                                | Antonio Cuccittini   | Antonio Cuccittini   | Antonio Cuccittini        | Antonio Cuccittini        | Antonio Cuccittini             | Antonio Cuccittini             |                                |                                | Celia R. Olivera               | Celia R. Olivera               | Celia R. Olivera        | Celia R. Olivera        | Celia R. Olivera        | Celia R. Olivera        |                         |                         |           |           |                          |                          |                          |                          |                          |                          |  |  |                            |                            |                            |                            |                            |                            |  |  |
|                      |                      |                      |                      |                      |                      |                    |                    |                     |                     |                     |                     |                           |                           |                           |                           |                           |                           |                       |                       |                        |                        |                                |                                |                                |                                |                                |                                |                      |                      |                           |                           |                                |                                |                                |                                |                                |                                |                         |                         |                         |                         |                         |                         |           |           |                          |                          |                          |                          |                          |                          |  |  |                            |                            |                            |                            |                            |                            |  |  |
|                      |                      |                      |                      |                      |                      |                    |                    |                     |                     |                     |                     | Jorge Horacio Messi Pérez | Jorge Horacio Messi Pérez | Jorge Horacio Messi Pérez | Jorge Horacio Messi Pérez | Jorge Horacio Messi Pérez | Jorge Horacio Messi Pérez |                       |                       |                        |                        |                                |                                |                                |                                |                                |                                |                      |                      |                           |                           | Celia María Cuccittini Olivera | Celia María Cuccittini Olivera | Celia María Cuccittini Olivera | Celia María Cuccittini Olivera | Celia María Cuccittini Olivera | Celia María Cuccittini Olivera |                         |                         |                         |                         |                         |                         |           |           |                          |                          |                          |                          |                          |                          |  |  |                            |                            |                            |                            |                            |                            |  |  |
|                      |                      |                      |                      |                      |                      |                    |                    |                     |                     |                     |                     | Jorge Horacio Messi Pérez | Jorge Horacio Messi Pérez | Jorge Horacio Messi Pérez | Jorge Horacio Messi Pérez | Jorge Horacio Messi Pérez | Jorge Horacio Messi Pérez |                       |                       |                        |                        |                                |                                |                                |                                |                                |                                |                      |                      |                           |                           | Celia María Cuccittini Olivera | Celia María Cuccittini Olivera | Celia María Cuccittini Olivera | Celia María Cuccittini Olivera | Celia María Cuccittini Olivera | Celia María Cuccittini Olivera |                         |                         |                         |                         |                         |                         |           |           |                          |                          |                          |                          |                          |                          |  |  |                            |                            |                            |                            |                            |                            |  |  |
|                      |                      |                      |                      |                      |                      |                    |                    |                     |                     |                     |                     |                           |                           |                           |                           |                           |                           |                       |                       |                        |                        |                                |                                |                                |                                |                                |                                |                      |                      |                           |                           |                                |                                |                                |                                |                                |                                |                         |                         |                         |                         |                         |                         |           |           |                          |                          |                          |                          |                          |                          |  |  |                            |                            |                            |                            |                            |                            |  |  |
|                      |                      |                      |                      |                      |                      |                    |                    |                     |                     |                     |                     |                           |                           |                           |                           |                           |                           |                       |                       |                        |                        |                                |                                |                                |                                |                                |                                |                      |                      |                           |                           |                                |                                |                                |                                |                                |                                |                         |                         |                         |                         |                         |                         |           |           |                          |                          |                          |                          |                          |                          |  |  |                            |                            |                            |                            |                            |                            |  |  |
|                      |                      |                      |                      |                      |                      |                    |                    |                     |                     |                     |                     |                           |                           |                           |                           |                           |                           |                       |                       |                        |                        | Lionel Andrés Messi Cuccittini | Lionel Andrés Messi Cuccittini | Lionel Andrés Messi Cuccittini | Lionel Andrés Messi Cuccittini | Lionel Andrés Messi Cuccittini | Lionel Andrés Messi Cuccittini |                      |                      | Antonella Roccuzzo Blanco | Antonella Roccuzzo Blanco | Antonella Roccuzzo Blanco      | Antonella Roccuzzo Blanco      | Antonella Roccuzzo Blanco      | Antonella Roccuzzo Blanco      |                                |                                | Matías Messi Cuccittini | Matías Messi Cuccittini | Matías Messi Cuccittini | Matías Messi Cuccittini | Matías Messi Cuccittini | Matías Messi Cuccittini |           |           | Rodrigo Messi Cuccittini | Rodrigo Messi Cuccittini | Rodrigo Messi Cuccittini | Rodrigo Messi Cuccittini | Rodrigo Messi Cuccittini | Rodrigo Messi Cuccittini |  |  | María Sol Messi Cuccittini | María Sol Messi Cuccittini | María Sol Messi Cuccittini | María Sol Messi Cuccittini | María Sol Messi Cuccittini | María Sol Messi Cuccittini |  |  |
|                      |                      |                      |                      |                      |                      |                    |                    |                     |                     |                     |                     |                           |                           |                           |                           |                           |                           |                       |                       |                        |                        | Lionel Andrés Messi Cuccittini | Lionel Andrés Messi Cuccittini | Lionel Andrés Messi Cuccittini | Lionel Andrés Messi Cuccittini | Lionel Andrés Messi Cuccittini | Lionel Andrés Messi Cuccittini |                      |                      | Antonella Roccuzzo Blanco | Antonella Roccuzzo Blanco | Antonella Roccuzzo Blanco      | Antonella Roccuzzo Blanco      | Antonella Roccuzzo Blanco      | Antonella Roccuzzo Blanco      |                                |                                | Matías Messi Cuccittini | Matías Messi Cuccittini | Matías Messi Cuccittini | Matías Messi Cuccittini | Matías Messi Cuccittini | Matías Messi Cuccittini |           |           | Rodrigo Messi Cuccittini | Rodrigo Messi Cuccittini | Rodrigo Messi Cuccittini | Rodrigo Messi Cuccittini | Rodrigo Messi Cuccittini | Rodrigo Messi Cuccittini |  |  | María Sol Messi Cuccittini | María Sol Messi Cuccittini | María Sol Messi Cuccittini | María Sol Messi Cuccittini | María Sol Messi Cuccittini | María Sol Messi Cuccittini |  |  |
|                      |                      |                      |                      |                      |                      |                    |                    |                     |                     |                     |                     |                           |                           |                           |                           |                           |                           |                       |                       |                        |                        |                                |                                |                                |                                |                                |                                |                      |                      |                           |                           |                                |                                |                                |                                |                                |                                |                         |                         |                         |                         |                         |                         |           |           |                          |                          |                          |                          |                          |                          |  |  |                            |                            |                            |                            |                            |                            |  |  |
|                      |                      |                      |                      |                      |                      |                    |                    |                     |                     |                     |                     |                           |                           |                           |                           |                           |                           |                       |                       |                        |                        |                                |                                |                                |                                |                                |                                |                      |                      |                           |                           |                                |                                |                                |                                |                                |                                |                         |                         |                         |                         |                         |                         |           |           |                          |                          |                          |                          |                          |                          |  |  |                            |                            |                            |                            |                            |                            |  |  |
|                      |                      |                      |                      |                      |                      |                    |                    |                     |                     |                     |                     |                           |                           |                           |                           |                           |                           | Thiago Messi Roccuzzo | Thiago Messi Roccuzzo | Thiago Messi Roccuzzo  | Thiago Messi Roccuzzo  | Thiago Messi Roccuzzo          | Thiago Messi Roccuzzo          |                                |                                | Mateo Messi Roccuzzo           | Mateo Messi Roccuzzo           | Mateo Messi Roccuzzo | Mateo Messi Roccuzzo | Mateo Messi Roccuzzo      | Mateo Messi Roccuzzo      |                                |                                | Ciro Messi Roccuzzo            | Ciro Messi Roccuzzo            | Ciro Messi Roccuzzo            | Ciro Messi Roccuzzo            | Ciro Messi Roccuzzo     | Ciro Messi Roccuzzo     |                         |                         |                         |                         |           |           |                          |                          |                          |                          |                          |                          |  |  |                            |                            |                            |                            |                            |                            |  |  |

Font: Family tree of Lionel Andrés Messi Cuccittini